# Mistrovství světa v ledním hokeji 1971
38. mistrovství světa  a 49 mistrovství Evropy v ledním hokeji probíhalo ve dnech 19. března – 3. dubna 1971 ve švýcarských městech Bern a Ženeva.
Turnaje se zúčastnilo 22 mužstev rozdělených do tří výkonnostních skupin. Ve skupině A se hrálo dvoukolově, v ostatních skupinách jednokolově.

## Průběh
Příkladem, jak přijít o titul už na samotném začátku šampionátu, předvedli českoslovenští hokejisté. Nejprve senzačně prohráli s nováčkem z USA (1:5) a v dalším utkání se Švédy (5:6). Mužstvo se změnilo jako mávnutím kouzelného proutku a do konce mistrovství Československo ztratilo už jenom jeden bod se Sovětským svazem. Avšak v konečném bilancování Československo skončilo až druhé o dva body za Sovětským svazem o ty dva body, které ztratilo v prvním utkání s USA.
Titul získal tedy Sovětský svaz, který mimo utkání s Československem neztratil ani bod a završil šňůru devíti titulů po sobě, což je dosud (2022) nepřekonaný rekord.
Bronz i přes nevyrovnané výkony získali Švédové (porazili ČSSR 6:5, ale prohráli s Německem 1:2). Nejslabším týmem na šampionátu byli Američané, kteří po úvodní výhře nad ČSSR dokázali porazit už jenom jednou Německo a opět sestoupili (vrátí se až na MS 1975!). Mistrovství ukázalo, že bez profesionálů nemají zámořské týmy šanci na úspěch.
Paradoxem bylo, že na tomto MS nehrál pořadatel (Švýcarsko).

## Výsledky a tabulky
| 38. | Mistrovství světa | URS  | TCH  | SWE  | FIN  | GER   | USA   | V | R | P | Skóre | B  |
| 1.  | SSSR              | ***  | 3:3* | 8:0* | 8:1* | 11:2* | 10:2* | 8 | 1 | 1 | 77:24 | 17 |
| 2.  | ČSSR              | 5:2  | ***  | 5:6* | 5:0* | 9:1*  | 1:5*  | 7 | 1 | 2 | 44:20 | 15 |
| 3.  | Švédsko           | 3:6  | 1:3  | ***  | 1:1* | 7:2*  | 4:2*  | 5 | 1 | 4 | 29:33 | 11 |
| 4.  | Finsko            | 1:10 | 2:4  | 1:2  | ***  | 4:3*  | 7:4*  | 4 | 1 | 5 | 31:42 | 9  |
| 5.  | SRN               | 2:12 | 0:4  | 2:1  | 2:7  | ***   | 7:2*  | 2 | 0 | 8 | 22:62 | 4  |
| 6.  | USA               | 5:7  | 0:5  | 3:4  | 3:7  | 5:1   | ***   | 2 | 0 | 8 | 31:53 | 4  |

| 49. | Mistrovství Evropy | URS  | TCH | SWE  | FIN  | GER   | V | R | P | Skóre | B  |
| 1.  | ČSSR               | 3:3* | *** | 5:6* | 5:0* | 9:1*  | 6 | 1 | 1 | 38:15 | 13 |
| 2.  | SSSR               | ***  | 2:5 | 8:0* | 8:1* | 11:2* | 6 | 1 | 1 | 60:17 | 13 |
| 3.  | Švédsko            | 3:6  | 1:3 | ***  | 1:1* | 7:2*  | 3 | 1 | 4 | 21:28 | 7  |
| 4.  | Finsko             | 1:10 | 2:4 | 1:2  | ***  | 4:3*  | 2 | 1 | 5 | 17:35 | 5  |
| 5.  | SRN                | 2:12 | 0:4 | 2:1  | 2:7  | ***   | 1 | 0 | 7 | 14:55 | 2  |

- s hvězdičkou = 1. kolo.

 SSSR –  SRN 11:2 (2:2, 3:0, 6:0)
19. března 1971 (16:00) – Bern (Eisstadion Allmend)

Branky SSSR: 1:31 Vladimir Petrov, 9:15 Vladimir Vikulov, 25:57 Jevgenij Mišakov, 33:05 Jevgenij Mišakov, 33:21 Anatolij Firsov, 50:07 Jurij Ljapkin, 50:24 Vladimir Petrov, 51:51 Jevgenij Mišakov, 52:14 Jevgenij Zimin, 52:29 Vladimir Vikulov, 54:36 Alexandr Martyňuk.

Branky SRN: 16:30 Alois Schloder, 18:04 Rainer Philipp.

Rozhodčí: Rudolf Baťa (TCH), Len Gagnon (USA)

Vyloučení: 6:6

Využití přesilovek: 2:0

Branky v oslabení: 0:1
SSSR: Konovalenko (29:43 Treťjak) – Cygankov, Romiševskij, Kuzkin, Ljapkin, Ragulin, Lutčenko – Martyňuk, Staršinov, Zimin – Michajlov, Petrov, Charlamov – Vikulov, Malcev, Firsov.
SRN: Kehle – Thanner, Völk, Modes, Schneitberger, Riedmeier, Kuhn – Schichtl, Hanig, Schloder – Philipp, Funk, Hofherr – Egger, Weisenbach, Ego.
 Československo –  USA	1:5 (1:3, 0:1, 0:1)
19. března 1971 (20:00) – Bern (Eisstadion Allmend)

Branky a nahrávky Československa: 9:28 Václav Nedomanský (Jan Suchý).

Branky a nahrávky USA: 8:19 Bruce Riutta (Gary Gambucci), 13:36 Bruce Riutta, 19:02 George Konik (Paul Schilling), 21:37 Craig Patrick (Gary Gambucci), 45:25 Henry Boucha.

Rozhodčí: Ove Dahlberg (SWE), Heini Ehrensperger (SUI)

Vyloučení: 4:3

Využití přesilovek: 0:1
ČSSR: Jiří Holeček (21. Marcel Sakáč) – Jan Suchý, František Pospíšil, Oldřich Machač, František Panchártek, Josef Horešovský, Rudolf Tajcnár – Jan Havel, Václav Nedomanský, Jiří Holík – Eduard Novák, Richard Farda, Josef Černý – Vladimír Martinec, Ivan Hlinka, Bohuslav Šťastný.
USA: Carl Wetzel – Jim McElmury, George Konik, Bruce Riutta, Don Ross – Craig Falkman, Henry Boucha, Leonard Lilyholm – Craig Patrick, Keith Christiansen, Gary Gambucci – Paul Schilling, Tim Sheehy, Kevin Ahearn.
 SRN –  Finsko 3:4 (1:2, 1:1, 1:1)
20. března 1971 (16:00) – Bern (Eisstadion Allmend)

Branky SRN: 7:21 Gustav Hanig, 36:28 Bernd Kuhn, 54:48 Rainer Philipp.

Branky Finska: 15:18 Lasse Oksanen, 17:00 Lasse Oksanen, 26:09 Esa Isaksson, 50:42 Veli-Pekka Ketola.

Rozhodčí: Jurij Karandin (URS), Hans-Rudolf Gerber (SUI)

Vyloučení: 7:7

Využití přesilovek: 2:1
SRN: Kehle – Schiechtl, Riedmeier, Modes, Schneitberger, Thanner, Langner – Franz Hofherr, Eimansberger, Egger – Anton Hofherr, Funk, Philipp – Schloder, Hanig, Kuhn.
Finsko: Valtonen – Koskela, Lindström, Marjamäki, Luojola, Öystilä – Oksanen, Ketola, Peltonen – Linnonmaa, Murto, Salmelainen – Tamminen, Isaksson, Vehmanen – Lauri Mononen.
 USA –  Švédsko 2:4 (1:1, 1:1, 0:2)
20. března 1971 (20:00) – Bern (Eisstadion Allmend)

Branky USA: 18:13 Henry Boucha, 23:30 Craig Falkman.

Branky Švédska: 8:34 Ulf Sterner, 24:01 Hans Lindberg, 47:59 Håkan Wickberg, 58:09 Håkan Wickberg.

Rozhodčí: Franz Bader (GER), JAn Wycisk (POL)

Vyloučení: 2:6

Využití přesilovek: 1:0
USA: Curran – Riutta, Ross, McElmury, Konik, Mellor – Lilyholm, Boucha, Falkman – Gambucci, Christiansen, Patrick – Ahearn, Sheehy, Schilling – Toomey.
Švédsko: Ch. Abrahamsson – Carlsson, Svedberg, Nordlander, Thommy Abrahamsson, Bergman, Milton – Karlsson, Wickberg, Lundström – Lindberg, Sterner, Nilsson – Nygren, Palmqvist, Johansson.
 Československo –  Švédsko	5:6 (1:2, 2:0, 2:4)
21. března 1971 (16:00) – Bern (Eisstadion Allmend)

Branky a nahrávky Československa: 3:19 Ivan Hlinka (Josef Horešovský), 25:26 Václav Nedomanský (Jan Havel), 29:15 František Panchártek (Richard Farda), 45:21 Ivan Hlinka (Josef Horešovský), 48:25 Ivan Hlinka (Bohuslav Šťastný).

Branky a nahrávky Švédska: 7:37 Tord Lundström, 18:24 Inge Hammarström (Lennart Svedberg), 40:36 Lars-Göran Nilsson (Ulf Sterner), 47:42 Bert-Ola Nordlander (Thommy Abrahamsson), 49:17 Ulf Sterner (Hans Lindberg), 51:43 Tord Lundström.

Rozhodčí: Franz Bader (GER), Heini Ehrensperger (SUI)

Vyloučení: 2:3

Využití přesilovek: 2:1
ČSSR: Marcel Sakáč – Jan Suchý, František Pospíšil, Jiří Bubla, Josef Horešovský, Oldřich Machač, František Panchártek – Jan Havel, Václav Nedomanský, Jiří Holík – Jiří Kochta, Richard Farda, Josef Černý – Vladimír Martinec, Ivan Hlinka, Bohuslav Šťastný.
Švédsko: Christer Abrahamsson – Arne Carlsson, Lennart Svedberg, Bert-Ola Nordlander, Thommy Abrahamsson, Thommie Bergman, Kjell-Rune Milton – Inge Hammarström, Håkan Wickberg, Tord Lundström – Hans Lindberg, Ulf Sterner, Lars-Göran Nilsson – Håkan Pettersson, Björn Palmqvist, Stig-Göran Johansson.
 Finsko –  SSSR 1:8 (1:1, 0:2, 0:5)
21. března 1971 (20:00) – Bern (Eisstadion Allmend)

Branky Finska: 11:49 Ilpo Koskela.

Branky SSSR: 0:37 Alexandr Malcev, 22:36 Vladimir Vikulov, 39:31 Michajlov, 45:06 Alexandr Malcev, 45:39 Alexandr Malcev, 48:54 Vladimir Petrov, 51:48 Vladimir Petrov, 59:27 Vitalij Davydov.

Rozhodčí: Ove Dahlberg (SWE), Hans Dämmrich (GER)

Vyloučení: 3:5

Využití přesilovek: 0:0

Branky v oslabení: 0:1
Finsko: Ylönen – Koskela, Lindström, Marjamäki, Luojola, Öystilä, Järn – Oksanen, Ketola, Peltonen – Linnonmaa, Murto, Salmelainen – Erkki Mononen, Lauri Mononen, Repo.
SSSR: Treťjak – Ragulin, Lutčenko, Kuzkin, Davydov, Cygankov, Romiševskij – Vikulov, Malcev, Firsov – Michajlov, Petrov, Charlamov – Mišakov, Staršinov, Zimin.
 Československo –  SRN 	9:1 (1:0, 3:1, 5:0)
22. března 1971 (16:00) – Bern (Eisstadion Allmend)

Branky a nahrávky Československa: 8:26 Jiří Kochta (Jiří Holík), 29:14 Bohuslav Šťastný (Ivan Hlinka), 29:20 Bohuslav Šťastný (Vladimír Martinec), 31:16 Richard Farda (Josef Černý), 41:45 Josef Černý, 46:04 Vladimír Martinec (Josef Horešovský), 46:35 Josef Horešovský (Jiří Holík), 53:55 Jiří Holík (Jiří Kochta), 59:05 František Pospíšil.

Branky a nahrávky SRN: 22:06 Johann Eimannsberger (Franz Hofherr).

Rozhodčí: Len Gagnon (USA), Sakari Sillankorva (FIN)

Vyloučení: 2:6

Využití přesilovek: 2:1
ČSSR: Jiří Holeček – Jan Suchý, František Pospíšil, Oldřich Machač, Josef Horešovský, Jiří Bubla – Jiří Kochta, Václav Nedomanský, Jiří Holík – Bedřich Brunclík (41. Jan Havel), Richard Farda, Josef Černý – Vladimír Martinec, Ivan Hlinka, Bohuslav Šťastný.
SRN: Anton Kehle (31:17 Josef Schramm) – Rudolf Thanner, Josef Völk, Werner Modes, Otto Schneitberger, Erwin Riedmeier, Paul Langner – Josef Schramm, Gustav Hanig, Bernd Kuhn – Anton Hofherr, Johann Eimannsberger, Rainer Philipp – Franz Hofherr, Heinz Weisenbach, Karl-Heinz Egger.
 SSSR –  USA 10:2 (1:0, 7:1, 2:1)
22. března 1971 (20:00) – Bern (Eisstadion Allmend)

Branky SSSR: 12:19 Alexandr Malcev, 21:56 Jevgenij Mišakov, 25:56 Vladimir Vikulov, 26:54 Valerij Charlamov, 35:30 Vladimir Lutčenko, 38:15 Anatolij Firsov, 39:11 Jevgenij Mišakov, 39:21 Vjačeslav Staršinov, 54:06 Vjačeslav Staršinov, 55:20 Vladimir Vikulov.

Branky USA: 26:35 Tim Sheehy, 41:30 Keith Christiansen.

Rozhodčí: Ove Dahlberg (SWE), Heini Ehrensperger (SUI)

Vyloučení: 4:8

Využití přesilovek: 0:1

Branky v oslabení: 1:0
SSSR: Konovalenko – Kuzkin, Davydov, Ragulin, Lutčenko, Cygankov, Romiševskij – Vikulov, Malcev, Firsov – Michajlov, Petrov, Charlamov – Martyňuk, Staršinov, Mišakov.
USA: Wetzel – McElmury, Konik, Riutta, Ross, Mellor – Lilyholm, Boucha, Falkman – Gambucci, Christiansen, Patrick – Ahearn, Sheehy, Schilling – Toomey.
 SRN –  Švédsko 2:7 (0:3, 1:2, 1:2)
23. března 1971 (16:00) – Bern (Eisstadion Allmend)

Branky SRN: 39:49 Alois Schloder, 47:28 Rainer Philipp.

Branky Švédska: 3:11 Thommy Abrahamsson, 11:39 Hans Lindberg, 15:05 Stig-Göran Johansson, 25:03 Inge Hammarström, 30:44 Bert-Ola Nordlander, 45:28 Håkan Wickberg, 58:49 Tord Lundström.

Rozhodčí: Rudolf Baťa (TCH), Sakari Sillankorva (FIN)

Vyloučení: 4:2 + Hans Schichtl na 5 minut.

Využití přesilovek: 0:1
SRN: Schramm – Thanner, Völk, Langner, Schneitberger, Riedmeier, Schiechtl – Schloder, Hanig, Kuhn – Anton Hofherr, Funk, Philipp – Franz Hofherr, Eimansberger, Weisenbach.
Švédsko: Ch. Abrahamsson – Carlsson, Svedberg, Nordlander, Thommy Abrahamsson, Bergman, Andersson – Karlsson, Wickberg, Lundström – Lindberg, Sterner, Nilsson – Pettersson, Johansson, Hammarström.
 USA –  Finsko 4:7 (0:2, 3:3, 1:2)
23. března 1971 (20:00) – Bern (Eisstadion Allmend)

Branky USA: 31:45 Gary Gambucci, 32:11 Gary Gambucci, 34:06 Jim McElmury, 55:15 Craig Patrick.

Branky Finska: 6:51 Jorma Vehmanen, 12:06 Harri Linnonmaa, 20:21 Esa Peltonen, 29:58 Pekka Marjamäki, 33:07 Seppo Lindström, 42:06 Lasse Oksanen, 52:09 Ilpo Koskela.

Rozhodčí: Ove Dahlberg (SWE), Jan Wycisk (POL)

Vyloučení: 2:3

Využití přesilovek: 0:1
USA: Curran (41. Wetzel) – McElmury, Konik, Riutta, Ross, Mellor – Lilyholm, Boucha, Falkman – Gambucci, Christiansen, Patrick – Ahearn, Sheehy, Schilling – Lindberg.
Finsko: Ylönen – Koskela, Lindström, Marjamäki, Järn, Luojola – Tamminen, Oksanen, Peltonen – Linnonmaa, Murto, Salmelainen – Lauri Mononen, Isaksson, Vehmanen – Erkki Mononen.
 Finsko –  Švédsko 1:1 (1:0, 0:0, 0:1)
24. března 1971 (16:00) – Bern (Eisstadion Allmend)

Branky Finska: 3:51 Veli-Pekka Ketola.

Branky Švédska: 57:44 Thommy Abrahamsson.

Rozhodčí: Len Gagnon (USA), Franz Bader (GER)

Vyloučení: 3:6

Využití přesilovek: 0:0
Finsko: Valtonen – Koskela, Lindström, Marjamäki, Järn, Luojola – Lauri Mononen, Ketola, Oksanen – Linnonmaa, Murto, Salmelainen – Tamminen, Isaksson, Vehmanen – E. Mononen.
Švédsko: Ch. Abrahamsson – Carlsson, Svedberg, Nordlander, Thommy Abrahamsson, Bergman, Milton – Karlsson, Wickberg, Lundström – Lindberg, Sterner, Nilsson – Nygren, Johansson, Palmqvist.
 SSSR –  Československo  3:3 (1:1, 1:1, 1:1)
24. března 1971 (20:00) – Bern (Eisstadion Allmend)

Branky a nahrávky Československa: 7:33 Eduard Novák (Josef Černý), 26:28 Václav Nedomanský (Jiří Kochta), 40:50 Jiří Holík (Jiří Kochta).

Branky a nahrávky SSSR: 18:39 Alexandr Martyňuk (Gennadij Cygankov), 33:47 Anatolij Firsov (Vladimir Petrov), 43:12 Vladimir Petrov (Valerij Charlamov). 

Rozhodčí: Heini Ehrensperger (SUI), Jan Wycisk (POL)

Vyloučení: 3:4

Využití přesilovek: 2:1
ČSSR: Jiří Holeček – Jan Suchý, František Panchártek, Oldřich Machač, František Pospíšil, Jiří Bubla, Josef Horešovský – Jiří Kochta, Václav Nedomanský, Jiří Holík – Eduard Novák,  Richard Farda,  Josef Černý – Vladimír Martinec, Ivan Hlinka,  Bohuslav Šťastný.
SSSR: Viktor Konovalenko – Vladimir Lutčenko, Alexandr Ragulin, Vitalij Davydov, Viktor Kuzkin, Igor Romiševskij, Gennadij Cygankov – Vikulov, Alexandr Malcev, Anatolij Firsov – Boris Michajlov, Vladimir Petrov, Valerij Charlamov – Alexandr Martyňuk, Vjačeslav Staršinov, Jevgenij Mišakov.
 USA –  SRN 2:7 (0:2, 1:3, 1:2)
25. března 1971 (20:00) – Bern (Eisstadion Allmend)

Branky USA: 28:11 Keith Christiansen, 56:23 Henry Boucha.

Branky SRN: 5:57 Anton Hofherr, 13:08 Josef Völk, 20:33 Gustav Hanig, 36:21 Rainer Philipp, 38:44 Rainer Philipp, 47:56 Anton Hofherr, 49:13 Bernd Kuhn.

Rozhodčí: Hans-Rudolf Gerber (SUI), Rudolf Baťa (TCH)

Vyloučení: 3:3

Využití přesilovek: 1:2
USA: Wetzel (21. Tomasoni) – Riutta, Ross, McElmury, Mellor – Lilyholm, Boucha, Falkman – Gambucci, Christiansen, Patrick – Ahearn, Sheehy, Schilling – Lindberg, Fichuk.
SRN: Kehle – Thanner, Völk, Langner, Schneitberger, Riedmeier, Modes – Schloder, Hanig, Kuhn – Anton Hofherr, Funk, Philipp – Weisenbach, Eimansberger, Egger.
 Československo –  Finsko 	5:0 (0:0, 3:0, 2:0)
26. března 1971 (15:00) – Bern (Eisstadion Allmend)

Branky a nahrávky Československa: 27:20 Richard Farda (Josef Černý), 36:18 Eduard Novák (Richard Farda), 38:08 Václav Nedomanský (Jiří Kochta), 48:02 Jiří Kochta (Jan Suchý), 50:55 Jiří Kochta (Jiří Holík).

Rozhodčí: Franz Bader (GER), Hans Dämmrich (GDR)

Vyloučení: 0:3

Využití přesilovek: 2:0
ČSSR: Jiří Holeček – Jan Suchý, František Panchártek, Oldřich Machač, František Pospíšil, Jiří Bubla, Josef Horešovský – Jiří Kochta, Václav Nedomanský, Jiří Holík – Eduard Novák, Richard Farda, Josef Černý – Vladimír Martinec, Ivan Hlinka, Bohuslav Šťastný.
Finsko: Urpo Ylönen (41. Jorma Valtonen) – Seppo Lindström, Ilpo Koskela, Pekka Marjamäki, Hannu Luojola – Lasse Oksanen, Veli-Pekka Ketola (Juhani Tamminen), Harri Linnonmaa – Erkki Mononen, Lauri Mononen, Seppo Repo – Jorma Vehmanen, Esa Isaksson, Tommi Salmelainen.
 Švédsko –  SSSR 0:8 (0:4, 0:1, 0:3)
26. března 1971 (20:00) – Bern (Eisstadion Allmend)

Branky SSSR: 2:21 Vladimir Petrov, 15:30 Boris Michajlov, 17:51 Vjačeslav Staršinov, 19:41 Anatolij Firsov, 21:36 Anatolij Firsov, 40:56 Anatolij Firsov, 44:47 Anatolij Firsov, 56:12 Boris Michajlov.

Rozhodčí: Len Gagnon (USA), Heini Ehrensperger (SUI)

Vyloučení: 1:0

Využití přesilovek: 0:1
Švédsko: Ch. Abrahamsson – Carlsson, Svedberg, Nordlander, Thommy Abrahamsson, Bergman, Milton – Karlsson, Wickberg, Lundström – Lindberg, Sterner, Nilsson – Nygren, Johansson, Hammarström.
SSSR: Konovalenko – Ragulin, Lutčenko, Kuzkin, Davydov, Cygankov, Romiševskij – Vikulov, Malcev, Firsov – Boris Michajlov, Petrov, Charlamov – Martyňuk, Staršinov, Zimin.
 Československo –  USA 	5:0 (0:0, 3:0, 2:0)
27. března 1971 (18:00) – Ženeva (Les Vernets)

Branky a nahrávky Československa: 25:53 Josef Černý (Eduard Novák), 30:38 František Pospíšil (Bohuslav Šťastný), 30:57 Jiří Bubla (Vladimír Martinec), 54:09 Eduard Novák, 58:31 Richard Farda (František Pospíšil).

Rozhodčí: Jurij Karandin (URS), Hans-Rudolf Gerber (SUI)

Vyloučení: 2:2

Využití přesilovek: 1:0
ČSSR: Jiří Holeček – Jan Suchý, Josef Horešovský, František Pospíšil, Oldřich Machač, Jiří Bubla – Jiří Kochta, Václav Nedomanský, Jiří Holík – Eduard Novák, Richard Farda, Josef Černý – Vladimír Martinec, Ivan Hlinka (41. Bedřich Brunclík), Bohuslav Šťastný.
USA: Carl Wetzel – Jim McElmury, George Konik, Bruce Riutta, Don Ross, Tom Mellor – Paul Schilling, Kevin Ahearn, Robert Lindberg – Craig Falkman, Tim Sheehy, Leonard Lilyholm (Keith Christiansen]) – Craig Patrick, Henry Boucha, Gary Gambucci.
 SRN –  SSSR 2:12 (1:1, 0:7, 1:4)
27. března 1971 (21:00) – Ženeva (Les Vernets)

Branky SRN: 19:12 Alois Schloder, 55:26 Werner Modes.

Branky SSSR: 11:21 Valerij Charlamov, 21:31 Alexandr Malcev, 26:58 Valerij Charlamov, 28:33 Vladimir Vikulov, 29:00 Anatolij Firsov, 35:20 Vladimir Šadrin, 36:54 Alexandr Malcev, 39:52 Vladimir Lutčenko, 46:28 Jevgenij Zimin, 50:20 Vladimir Šadrin, 53:54 Boris Michajlov, 56:15 Vladimir Šadrin.

Rozhodčí: Rudolf Baťa (TCH), Sakari Sillankorva (FIN)

Vyloučení: 1:1

Využití přesilovek: 0:1
SRN: Kehle (30. Schramm) – Schiechtl, Riedmeier, Modes, Schneitberger, Völk, Langner – Schloder, Hanig, Kuhn – Anton Hofherr, Funk, Ego – Franz Hofherr, Eimansberger, Egger.
SSSR: Treťjak – Ragulin, Lutčenko, Kuzkin, Davydov, Cygankov, Lyapkin – Vikulov, Malcev, Firsov – Michajlov, Petrov, Charlamov – Martyňuk, Šadrin, Zimin.
 Finsko –  SRN 7:2 (3:0, 0:1, 4:1)
28. března 1971 (17:00) – Ženeva (Les Vernets)

Branky Finska: 5:05 Seppo Repo, 8:35 Heikki Järn, 9:01 Erkki Mononen, 44:53 Matti Murto, 49:11 Pekka Marjamäki, 52:32 Jorma Vehmanen, 55:50 Lauri Mononen.

Branky SRN: 20:33 Bernd Kuhn, 52:09 Karl-Heinz Egger.

Rozhodčí: Wycisk (POL), Dahlberg (SWE)

Vyloučení: 4:5 + Hannu Luojola na 5 minut.

Využití přesilovek: 2:0
Finsko: Valtonen – Koskela, Lindström, Marjamäki, Järn, Öystilä, Luojola – Lauri Mononen, Erkki Mononen, Repo – Linnonmaa, Murto, Oksanen – Tamminen, Isaksson, Vehmanen.
SRN: Kehle – Schiechtl, Riedmeier, Modes, Schneitberger, Völk, Langner – Schloder, Hanig, Kuhn – Anton Hofherr, Funk, Philipp – Weisenbach, Eimansberger, Egger.
 Švédsko –  USA 4:3 (1:0, 1:3, 2:0)
28. března 1971 (20:30) – Ženeva (Les Vernets)

Branky Švédska: 4:39 Lars-Göran Nilsson, 35:08 Björn Palmqvist, 52:53 Tord Lundström, 55:31 Tord Lundström.

Branky USA: 21:45 Henry Boucha, 26:10 Gary Gambucci, 27:35 Gary Gambucci.

Rozhodčí: Heini Ehrensperger (SUI), Rudolf Baťa (TCH)

Vyloučení: 1:2

Využití přesilovek: 0:1
Švédsko: Ch. Abrahamsson – Carlsson, Svedberg, Nordlander, Thommy Abrahamsson, Bergman, Milton – Johansson, Wickberg, Lundström – Lindberg, Sterner, Nilsson – Pettersson, Palmqvist, Hammarström.
USA: Wetzel – McElmury, Konik, Riutta, Ross, Mellor – Gambucci, Christiansen, Patrick – Lindberg, Boucha, Falkman – Ahearn, Sheehy, Schilling.
 SSSR –  Finsko 10:1 (5:1, 1:0, 4:0)
29. března 1971 (17:15) – Ženava (Les Vernets)

Branky SSSR: 3:35 Boris Michajlov, 6:04 Anatolij Firsov, 7:57 Vjačeslav Staršinov, 9:00 Vladimir Šadrin, 18:59 Vladimir Šadrin, 39:40 Alexandr Ragulin, 45:28 Alexandr Malcev, 47:37 Vladimir Petrov, 48:42 Alexandr Martyňuk, 57:21 Alexandr Malcev.

Branky Finska: 10:25 Ilpo Koskela.

Rozhodčí: Len Gagnon (USA), Hans Dämmrich (GDR)

Vyloučení: 1:4

Využití přesilovek: 1:0
SSSR: Konovalenko (29:37 Treťjak) – Ragulin, Lutčenko, Kuzkin, Davydov, Cygankov, Romiševskij – Vikulov, Malcev, Firsov – Michajlov, Petrov, Charlamov – Martyňuk, Staršinov, Šadrin.
Finsko: Ylönen – Koskela, Lindström, Marjamäki, Järn, Öystilä, Luojola – Tamminen, Isaksson, Vehmanen – Lauri Mononen, Erkki Mononen, Repo – Salmelainen, Murto, Oksanen.
 Československo –  Švédsko 	3:1 (1:0, 1:0, 1:1)
29. března 1971 (20:30) – Ženava (Les Vernets)

Branky a nahrávky Československa: 6:18 Josef Černý (František Pospíšil), 20:39 Jan Suchý (Richard Farda), 43:21 Jiří Kochta (Jiří Holík).

Branky a nahrávky Švédska: 59:51 Thommie Bergman (Ulf Sterner).

Rozhodčí: Jurij Karandin (URS), Heini Ehrenberger (SUI)

Vyloučení: 3:2

Využití přesilovek: 2:0

Branky v oslabení: 1:0
ČSSR: Jiří Holeček – Jan Suchý, František Panchártek, Oldřich Machač, František Pospíšil, Jiří Bubla, Josef Horešovský – Jiří Kochta, Václav Nedomanský, Jiří Holík – Eduard Novák, Richard Farda, Josef Černý – Vladimír Martinec, Ivan Hlinka, Bohuslav Šťastný.
Švédsko: Christer Abrahamsson – Arne Carlsson, Lennart Svedberg, Bert-Ola Nordlander, Thommy Abrahamsson, Thommie Bergman, Kjell-Rune Milton – Inge Hammarström, Ulf Sterner, Björn Palmqvist – Hans Lindberg, Stig-Göran Johansson, Lars-Göran Nilsson – Stefan Karlsson, Håkan Wickberg, Tord Lundström.
 Československo –  SRN 	4:0 (1:0, 1:0, 2:0)
30. března 1971 (18:00) – Ženeva (Les Vernets)

Branky a nahrávky Československa: 9:26 Josef Černý (Jan Havel), 35:14 Václav Nedomanský (František Panchártek), 40:56 Josef Černý (Richard Farda), 52:47 Vladimír Martinec (Bohuslav Šťastný).

Rozhodčí: Sakari Sillankorva (FIN), Hans-Rudolf Gerber (SUI)

Vyloučení: 2:2

Využití přesilovek: 1:0

Branky v oslabení: 1:0
ČSSR: Marcel Sakáč – Jan Suchý, Jiří Bubla, Oldřich Machač, František Pospíšil, František Panchártek, Josef Horešovský – Jiří Kochta, Václav Nedomanský, Jiří Holík – Jan Havel, Richard Farda, Josef Černý – Vladimír Martinec, Ivan Hlinka, Bohuslav Šťastný.
SRN: Josef Schramm – Hans Schichtl, Erwin Riedmeier, Werner Modes, Otto Schneitberger, Paul Langner, Josef Völk – Franz Hofherr, Johann Eimannsberger, Karl-Heinz Egger – Anton Hofherr, Lorenz Funk, Rainer Philipp – Alois Schloder, Gustav Hanig, Bernd Kuhn.
 USA –  SSSR 5:7 (1:1, 2:5, 2:1)
30. března 1971 (21:00) – Ženeva (Les Vernets)

Branky USA: 2:52 Gary Gambucci, 23:23 Tom Mellor, 34:23 Henry Boucha, 49:36 Gary Gambucci, 50:00 Keith Christiansen.

Branky SSSR: 4:43 Igor Romiševskij, 24:29 Boris Michajlov, 31:05 Alexandr Malcev, 33:54 Alexandr Martyňuk, 34:57 Jevgenij Mišakov, 35:51 Viktor Kuzkin, 47:59 Vladimir Šadrin.

Rozhodčí: Heini Ehrensperger (SUI), Jan Wycisk (POL)

Vyloučení: 1:1

Využití přesilovek: 0:0
USA: Wetzel – McElmury, Konik, Riutta, Ross, McGlynn – Gambucci, Christiansen, Patrick – Lindberg, Boucha, Schilling – Ahearn, Sheehy, Mellor – Toomey.
SSSR: Konovalenko – Ragulin, Lutčenko, Kuzkin, Davydov, Cygankov, Romiševskij – Vikulov, Malcev, Firsov – Michajlov, Mišakov, Charlamov – Martyňuk, Staršinov, Šadrin.
 Švédsko –  SRN 1:2 (1:0, 0:2, 0:0)
31. března 1971 (17:15) – Ženeva (Les Vernets)

Branky Švédska: 8:35 Björn Palmqvist.

Branky SRN: 25:10 Otto Schneitberger, 39:18 Gustav Hanig.

Rozhodčí: Rudolf Baťa (TCH), Hans Dämmrich (GDR)

Vyloučení: 1:3

Využití přesilovek: 1:0
Švédsko: Ch. Abrahamsson (59.40) – Carlsson, Svedberg, Nordlander, Thommy Abrahamsson, Bergman, Andersson – Karlsson, Wickberg, Lundström – Lindberg, Johansson, Nilsson – Palmqvist, Sterner, Nygren.
SRN: Kehle – Schiechtl, Riedmeier, Modes, Schneitberger, Völk, Langner – Schloder, Hanig, Kuhn – Anton Hofherr, Funk, Philipp – Franz Hofherr, Eimansberger, Egger.
 Finsko –  USA 7:3 (1:1, 3:1, 3:1)
31. března 1971 (20:30) – Ženeva (Les Vernets)

Branky Finska: 4:41 Veli-Pekka Ketola, 25:19 Veli-Pekka Ketola, 36:41 Veli-Pekka Ketola, 39:10 Ilpo Koskela, 48:40 Lasse Oksanen, 49:02 Hannu Luojola, 52:55 Ilpo Koskela.

Branky USA: 3:52 Don Ross, 36:56 Jim McElmury, 57:16 Henry Boucha.

Rozhodčí: Ove Dahlberg (SWE), Jurij Karandin (URS)

Vyloučení: 4:6

Využití přesilovek: 2:0
Finsko: Valtonen – Koskela, Lindström, Luojola, Järn, Marjamäki – Lauri Mononen, Erkki Mononen, Repo – Linnonmaa, Murto, Salmelainen – Vehmanen, Ketola, Oksanen – Tamminen.
USA: Wetzel – McElmury, Konik, Riutta, Ross – Gambucci, Christiansen, Patrick – Lindberg, Boucha, Falkman – Toomey, Sheehy, Mellor – Ahearn, Schilling.
 Švédsko –  Finsko 2:1 (0:0, 2:0, 0:1)
1. dubna 1971 (16:00) – Ženeva (Les Vernets)

Branky Švédska: 32:06 Lennart Svedberg, 38:51 Håkan Pettersson.

Branky Finska: 51:41 Ilpo Koskela.

Rozhodčí: Len Gagnon (USA), Franz Bader (GER)

Vyloučení: 2:1 + Lauri Mononen na 5 minut.

Využití přesilovek: 1:0
Finsko: Valtonen (59:47) – Koskela, Lindström, Marjamäki, Järn, Luojola – Vehmanen, Isaksson, Tamminen – Lauri Mononen, Ketola, Peltonen – Linnonmaa, Murto, Oksanen – Salmelainen.
Švédsko: Ch. Abrahamsson – Carlsson, Svedberg, Nordlander, Thommy Abrahamsson, Bergman, Milton – Pettersson, Wickberg, Lundström – Lindberg, Johansson, Nygren – Palmqvist, Sterner, Hammarström.
 Československo –  SSSR 	5:2 (1:1, 1:1, 3:0)
1. dubna 1971 (20:30) – Ženeva (Les Vernets)

Branky a nahrávky Československa: 10:42 Václav Nedomanský (Jiří Kochta), 38:28 Jan Suchý, 46:10 Josef Horešovský (Jiří Holík), 47:21 Bohuslav Šťastný (Vladimír Martinec), 51:13 Richard Farda.

Branky a nahrávky SSSR: 17:30 Alexandr Malcev, 23:45 Valerij Charlamov (Viktor Kuzkin).

Rozhodčí: Jan Wycisk (POL), Heini Ehrensperger (SUI)

Vyloučení: 2:2

Využití přesilovek: 2:0
ČSSR: Jiří Holeček – Jan Suchý, Josef Horešovský, Oldřich Machač, František Pospíšil, Jiří Bubla – Jiří Kochta (41. Bedřich Brunclík), Václav Nedomanský, Jiří Holík – Eduard Novák, Richard Farda, Josef Černý – Vladimír Martinec, Ivan Hlinka, Bohuslav Šťastný.
SSSR: Viktor Konovalenko – Alexandr Ragulin, Vladimir Lutčenko, Viktor Kuzkin, Vitalij Davydov, Gennadij Cygankov – Vladimir Vikulov, Alexandr Malcev, Anatolij Firsov – Boris Michajlov, Vladimir Petrov, Valerij Charlamov – Alexandr Martyňuk, Vjačeslav Staršinov, Vladimir Šadrin – Jevgenij Mišakov.
 SRN –  USA 1:5 (0:1, 0:4, 1:0)
2. dubna 1971 (20:30) – Ženeva (Les Vernets)

Branky SRN: 44:36 Anton Hofherr.

Branky USA: 6:35 Gary Gambucci, 23:08 Craig Patrick, 27:42 Keith Christiansen, 30:25 Kevin Ahearn, 32:36 Henry Boucha.

Rozhodčí: Sakari Sillankorva (FIN), Jurij Karandin (URS)

Vyloučení: 5:3

Využití přesilovek: 0:1

Branky v oslabení: 0:1
SRN: Kehle – Thanner, Völk, Modes, Schneitberger, Schiechtl, Langner – Schloder, Hanig, Kuhn – Anton Hofherr, Funk, Philipp – Weisenbach, Eimansberger, Egger.
USA: Tomasoni – McElmury, Konik, Riutta, Ross – Gambucci, Christiansen, Patrick – Lindberg, Boucha, Falkman – Ahearn, Sheehy, Mellor – Toomey, Schilling.
 Československo –  Finsko 	4:2 (2:1, 1:1, 1:0)
3. dubna 1971 (15:00) – Ženeva (Les Vernets)

Branky a nahrávky Československa: 8:49 Václav Nedomanský (Jan Suchý), 10:34 Bohuslav Šťastný, 30:51 Václav Nedomanský (Jiří Holík), 42:28 Ivan Hlinka.

Branky a nahrávky Finska: 19:24 Matti Murto, 31:59 Harri Linnonmaa (Matti Murto).

Rozhodčí: Jan Wycisk (POL), Heini Ehrensperger (SUI)

Vyloučení: 3:4 (1:0)

Využití přesilovek: 1:0
ČSSR: Jiří Holeček – Jan Suchý, Josef Horešovský, Oldřich Machač, František Pospíšil, Jiří Bubla – Bedřich Brunclík, Václav Nedomanský, Jiří Holík – Eduard Novák, Richard Farda, Josef Černý – Vladimír Martinec, Ivan Hlinka, Bohuslav Šťastný.
Finsko: Jorma Valtonen – Ilpo Koskela, Seppo Lindström, Hannu Luojola, Heikki Järn – Lauri Mononen, Erkki Mononen, Seppo Repo – Harri Linnonmaa, Matti Murto, Tommi Salmelainen – Jorma Vehmanen, Esa Isaksson, Lasse Oksanen – Juhani Tamminen.
 SSSR –  Švédsko 6:3 (2:1, 0:2, 4:0)
3. dubna 1971 (19:00) – Ženeva (Les Vernets)

Branky SSSR: 0:28 Anatolij Firsov, 4:47 Viktor Kuzkin, 42:22 Valerij Charlamov, 45:45 Boris Michajlov, 51:50 Vladimir Petrov, 56:29 Vladimir Lutčenko.

Branky Švédska: 7:22 Håkan Pettersson, 24:48 Tord Lundström, 26:57 Håkan Wickberg.

Rozhodčí: Len Gagnon (USA), Sakari Sillankorva (FIN)

Vyloučení: 3:6 (2:1)

Využití přesilovek: 2:1
SSSR: Treťjak – Cygankov, Romiševskij, Kuzkin, Davydov, Ragulin, Lutčenko – Martyňuk, Staršinov, Šadrin – Michajlov, Petrov, Charlamov – Vikulov, Malcev, Firsov.
Švédsko: Löfqvist – Bergman, Milton, Andersson, Nordlander, Carlsson, Svedberg – Pettersson, Wickberg, Lundström – Lindberg, Johansson, Nilsson – Hammarström, Sterner, Palmqvist.

## Statistiky

### Nejlepší hráči podle direktoriátu IIHF
| Brankář | Jiří Holeček           |
| Obránci | Jan Suchý Ilpo Koskela |
| Útočník | Anatolij Firsov        |

### All Stars
| Brankář         | Jiří Holeček     |
| Levý obránce    | Ilpo Koskela     |
| Pravý obránce   | Jan Suchý        |
| Levé křídlo     | Anatolij Firsov  |
| Střední útočník | Alexandr Malcev  |
| Pravé křídlo    | Vladimir Vikulov |

### Kanadské bodování
| Poř. | Kanadské bodování   | Branky | Přihrávky | Body |
| ---- | ------------------- | ------ | --------- | ---- |
| 1.   | Anatolij Firsov     | 11     | 8         | 19   |
| 2.   | Valerij Charlamov   | 5      | 12        | 17   |
| 3.   | Alexandr Malcev     | 10     | 6         | 16   |
| 4.   | Vladimir Petrov     | 8      | 3         | 11   |
| 5.   | Vladimir Vikulov    | 6      | 5         | 11   |
| 6.   | Boris Michajlov     | 7      | 3         | 10   |
| 6.   | Gary Gambucci       | 7      | 3         | 10   |
| 8.   | Tord Lundström      | 6      | 4         | 10   |
| 9.   | Vjačeslav Staršinov | 4      | 5         | 9    |
| 9.   | Richard Farda       | 4      | 5         | 9    |

### Soupiska SSSR
SSSR

Brankáři: Viktor Konovalenko, Vladislav Treťjak.

Obránci: Vitalij Davydov, Viktor Kuzkin, Jurij Ljapkin, Vladimir Lutčenko, Alexandr Ragulin, Igor Romiševskij, Gennadij Cygankov.

Útočníci: Boris Michajlov, Vladimir Petrov, Valerij Charlamov, Jevgenij Mišakov, Vjačeslav Staršinov, Jevgenij Zimin, Vladimir Vikulov, Alexandr Malcev, Anatolij Firsov, Alexandr Martyňuk, Vladimir Šadrin.

Trenéři: Arkadij Černyšov, Anatolij Tarasov.

### Soupiska Československa
Československo

Brankáři: Jiří Holeček, Marcel Sakáč .

Obránci: Jan Suchý, František Pospíšil, Oldřich Machač, František Panchártek, Josef Horešovský, Rudolf Tajcnár, Jiří Bubla.

Útočníci: Jan Havel, Václav Nedomanský, Jiří Holík, Eduard Novák, Richard Farda,  – Josef Černý, Vladimír Martinec, Ivan Hlinka, Bohuslav Šťastný, Jiří Kochta, Bedřich Brunclík.

Trenéři: Jaroslav Pitner, Vladimír Kostka.

### Soupiska Švédska
Švédsko

Brankáři: Christer Abrahamsson, Leif Holmqvist, William Löfqvist.

Obránci: Thommy Abrahamsson, Gunnar Andersson, Thommie Bergman, Arne Carlsson, Kjell-Rune Milton, Bert-Ola Nordlander, Lennart Svedberg.

Útočníci: Inge Hammarström, Stig-Göran Johansson, Stefan Karlsson, Hans Lindberg, Tord Lundström, Lars-Göran Nilsson, Håkan Nygren, Björn Palmqvist, Håkan Pettersson, Ulf Sterner, Håkan Wickberg.

Trenér: Arne Strömberg.

### Soupiska Finska
4.  Finsko

Brankáři: Urpo Ylönen, Jorma Valtonen.

Obránci: Heikki Järn, Ilpo Koskela, Seppo Lindström, Hannu Luojola, Pekka Marjamäki, Jouko Öystilä.

Útočníci: Esa Isaksson, Veli-Pekka Ketola, Harri Linnonmaa, Lauri Mononen, Erkki Mononen, Matti Murto, Lasse Oksanen, Esa Peltonen, Seppo Repo, Tommi Salmelainen, Juhani Tamminen, Jorma Vehmanen.

Trenéři: Seppo Liitsola, Matias Helenius.

### Soupiska SRN
5.   SRN

Brankáři: Anton Kehle, Josef Schramm.

Obránci: Paul Langner, Erwin Riedmeier, Hans Schichtl, Otto Schneitberger, Rudolf Thanner, Josef Völk.

Útočníci: Karl-Heinz Egger, Klaus Ego, Johann Eimannsberger, Lorenz Funk, Gustav Hanig, Anton Hofherr, Franz Hofherr, Bernd Kuhn, Rainer Philipp, Alois Schloder, Werner Modes, Heinz Weisenbach.

Trenér: Hans Rampf, Gerhard Kiessling.

### Soupiska USA
6.   USA

Brankáři: Carl Wetzel, Mike Curran, Dick Tomassoni.

Obránci: George Konik, Jim McElmury, Dick McGlynn, Don Ross, Bruce Riutta, Tom Mellor.

Útočníci: Kevin Ahearn, Henry Boucha, Keith Christiansen, Craig Falkman, Peter Fichuk, Gary Gambucci, Craig Patrick, Tim Sheehy, Leonard Lilyholm, Robert Lindberg, Dick Toomey, Paul Schilling.

Trenér: Murray Williamson.

## Kvalifikace o postup do skupiny A
SRN –  Polsko 6:3 (2:0, 3:2, 1:1)
8. listopadu 1970 – Mnichov

Branky SRN: 9. Alois Schloder, 18. Rothkirch, 21. Gustav Hanig, 31. Alois Schloder, 39. Rudolf Thanner, 53. Bauer

Branky Polska: 25. Robert Góralczyk, 35. Feliks Góralczyk, 44. Krzysztof Birula-Białynicki

Rozhodčí: Ehrensperger, Gerber (SUI)

Diváků: 6 500

 Polsko –  SRN 4:4 (2:0, 2:0, 0:4)
12. listopadu 1970 – Łódź

Branky Polska: 4. Komorski, 20. Robert Góralczyk, 29. Feliks Góralczyk, 33. Krzysztof Birula-Białynicki

Branky SRN: 55. Lorenz Funk, 56. Gustav Hanig, 57. Rainer Philipp, 59. Hartelt

Rozhodčí: Karandin (URS), Baťa (TCH)

Vyloučení: 5:7 (3:0)

Diváků: 8 000
NDR se vzdala účasti na Mistrovství světa skupiny-A, proto se hrála kvalifikace o uvolněné místo.

## MS Skupina B
|    |            | SUI | POL | GDR  | NOR  | JPN  | YUG | AUT  | ITA  | V | R | P | Skóre | B  |
| 1. | Švýcarsko  | *** | 4:4 | 3:1  | 3:2  | 4:1  | 8:5 | 4:1  | 5:0  | 6 | 1 | 0 | 31:14 | 13 |
| 2. | Polsko     | 4:4 | *** | 7:4  | 8:1  | 4:6  | 4:0 | 3:2  | 6:2  | 5 | 1 | 1 | 36:19 | 11 |
| 3. | NDR        | 1:3 | 4:7 | ***  | 8:4  | 9:4  | 5:3 | 11:3 | 11:0 | 5 | 0 | 2 | 49:24 | 10 |
| 4. | Norsko     | 2:3 | 1:8 | 4:8  | ***  | 10:6 | 6:3 | 7:2  | 7:2  | 4 | 0 | 3 | 37:32 | 8  |
| 5. | Japonsko   | 1:4 | 6:4 | 4:9  | 6:10 | ***  | 6:7 | 6:2  | 4:4  | 2 | 1 | 4 | 33:40 | 5  |
| 6. | Jugoslávie | 5:8 | 0:4 | 3:5  | 3:6  | 7:6  | *** | 3:1  | 4:4  | 2 | 1 | 4 | 25:34 | 5  |
| 7. | Rakousko   | 1:4 | 2:3 | 3:11 | 2:7  | 2:6  | 1:3 | ***  | 6:0  | 1 | 0 | 6 | 17:34 | 2  |
| 8. | Itálie     | 0:5 | 2:6 | 0:11 | 2:7  | 4:4  | 4:4 | 0:6  | ***  | 0 | 2 | 5 | 12:43 | 2  |

 Norsko –  Jugoslávie 6:3 (2:0, 2:1, 2:2)
5. března 1971 – Bern

Branky Norsko: 0:50 P-Sk. Olsen, 15:30 R. Jansen, 25:02 S-N. Hansen, 26:34 Bjoelbakk, 41:00 P-Sk. Olsen, 57:57 Thoen

Branky Jugoslávie: 27:17 R. Smolej, 49:06 Gojanović, 54:05 Ravnik

Rozhodčí: Brenzikofer (SUI), Gerber (SUI)

Vyloučení: 3:5

Využití přesilovek: 2:0
Norsko: Kåre Østensen – S-N. Hansen, Steen, Martinsen, Öyving Berg, Syvertsen – Mikkelsen, P-Sk. Olsen, Bjoelbakk – Thoen, Dalsoeren, R. Jansen – Roeymark, B. Johansen, Elvenes – Christensen.
Jugoslávie: Gale – B. Jan, Ravnik, Ratej, I. Jan, Krmelj – Tišlar, Felc, F. Smolej – Beravs, R. Smolej, R. Hiti – G. Hiti, Renaud, Gojanović – Mlakar.
 Polsko –  Itálie 6:2 (2:0, 2:1, 2:1)
5. března 1971 – Bern

Branky Polsko: 0:54 J. Slowakiewicz, 5:15 Kacik, 24:42 Zietara, 30:55 Birula-Bialynicki, 48:34 Stefaniak, 56:32 Birula-Bialynicki

Branky Itálie: 24:59 R. de Toni, 41:59 Brugnoli

Rozhodčí: Valentin (AUT), Egusa (JPN)

Vyloučení: 4:3

Využití přesilovek: 2:0
Polsko: Andrzej Tkacz – Ludwik Czachowski, Andrzej Słowakiewicz, Marian Feter, Adam Kopczyński, Stanisław Fryźlewicz – Walenty Ziętara, Józef Słowakiewicz, Tadeusz Kacik – Józef Stefaniak, Krzysztof Birula-Białynicki, Bogdan Migacz – Stefan Chowaniec, Leszek Tokarz, Józef Batkiewicz – Wlodzimirz Komorski.
Itálie: Viale – G. da Rin, G. Constantini, Verocai, Brugnoli, G. Kostner – Benedetti, A. da Rin, Savaris – R. de Toni, Rudatis, Gallo – O. de Toni, Mastel, Insam – Benvenuti.
 Švýcarsko –  Rakousko 4:1 (2:0, 1:0, 1:1)
5. března 1971 – Lyss

Branky Švýcarska: 4:16 SH Tuerler, 12:02 Neininger, 29:57 Probst, 57:03 U. Luethi

Branky Rakouska: 49:07 Samonig

Rozhodčí: Szczepek (POL), Kochendoerfer (GDR)

Vyloučení: 4:6

Využití přesilovek: 1:0

Branky v oslabení: 0:1
Švýcarsko: Gérard Rigolet – Gaston Furrer, Marcel Sgualdo, Peter Aeschlimann, René Huguenin, Kaufmann – Francis Reinhardt, Michel Türler, Hans Keller – U. Luethi, Roger Chappot, Taillens – Bernard Neininger, Paul Probst, René Berra – Bruno Wittwer.
Rakousko: Pregl – Felfernig, Keil, Primus, Felsecker, Gerhard Hausner – Kalt, Sepp Puschnig, Weingartner – Zahradnicek, Herbert Moertl, Schwitzer – Samonig, Koenig, Moser – Franz Voves.
 Japonsko –  NDR 4:9 (1:0, 1:4, 2:5)
5. března 1971 – Bern

Branky Japonska: 14:59 Honma, 34:11 H. Kurokawa, 43:14 Iwamoto, 46:28 Honma

Branky NDR: 27:06 Meisel, 28:31 Janke, 31:26 Prusa , 36:27 H. Novy, 42:10 Noack, 44:27 Karger, 49:02 Prusa, 55:41 Noack, 56:00 Janke

Rozhodčí: Aubord (SUI), Haraldsen (NOR)

Vyloučení: 4:1

Využití přesilovek: 0:1

Branky v oslabení: 1:0
Japonsko: Ohtsubo – Yamazaki, Nakayama, Akiba, Hori, I. Tanaka, Kaneiri – Hanzawa, Iwamoto, Y. Tanaka – H. Kurokawa, Honma, Hoshino – Ebina, M. Ito, Okajima.
NDR: Fischer – D. Peters, Slapke, Schmidt, Karrenbauer, Braun – Meisel, Karger, Bielas – Nickel, Prusa, R. Peters – Noack, Patschinski, Janke – H. Novy.
 Švýcarsko –  Norsko 3:2 (0:1, 2:0, 1:1)
6. března 1971 – Lyss

Branky Švýcarska: 36:37 Aeschlimann, 37:55 Neininger, 41:44 U. Luethi

Branky Norska: 1:50 Thoen, 59:16 Haagensen

Rozhodčí: Nobe (JPN), Janežič (YUG)

Vyloučení: 2:2

Využití přesilovek: 1:1
Švýcarsko: Gérard Rigolet – Furrer, Sgualdo, Peter Aeschlimann, Kaufmann, Huguenin – Reinhard, Tuerler, Keller – U. Luethi, Chappot, Taillens – Bernanrd Neininger, Probst, R. Berra – Pousaz.
Norsko: Kare Östensen – S-N. Hansen, Steen, Martinsen, Öyving Berg, Syvertsen – Mikkelsen, P-Sk. Olsen, Bjoelbakk – Thoen, Dalsoeren, R. Jansen – Haagensen, B. Johansen, Christensen – Roeymark.
 Jugoslávie –  Rakousko 3:1 (2:0, 1:1, 0:0)
6. března 1971 – Bern

Branky Jugoslávie: 15:01 S. Beravs, 19:25 Felc, 34:11 R. Hiti

Branky Rakouska: 20:45 Zahradnicek

Rozhodčí: Tsukamoto (JPN), Brenzikofer (SUI)

Vyloučení: 4:4

Využití přesilovek: 1:0
Jugoslávie: Knez – B. Jan, Ravnik, Ratej, I. Jan, Krmelj – Tišlar, Felc, F. Smolej – Beravs, R. Smolej, R. Hiti – G. Hiti, Renaud, Gojanović – Poljanšek.
Rakousko: Franz Schilcher – Felfernig, Keil, Gerhard Hausner, Felsecker, Jaeger – Zahradnicek, Sepp Puschnig, Weingartner – Hoeller, Herbert Moertl, Schwitzer – Samonig, Koenig, Moser – Zwickl.
 Japonsko –  Itálie 4:4 (0:1, 2:0, 2:3)
7. března 1971 – Bern

Branky Japonska: 29:24 Iwamoto, 37:33 Honma, 45:18 Iwamoto, 53:09 Hanzawa

Branky Itálie: 5:54 R. de Toni, 46:28 R. de Toni, 52:33 Brugnoli, 59:07 Gallo

Rozhodčí: Rommerskirchen (AUT), Aubort (SUI)

Vyloučení: 7:7

Využití přesilovek: 1:3
Japonsko: Ohtsubo – Yamazaki, Hori, I. Tanaka, Kaneiri, Nakayama – Hanzawa, Iwamoto, Suzuki – Y. Tanaka, M. Ito, Okajima – Honma, H. Kurokawa, Hoshino – Kakihara.
Itálie: Viale – G. da Rin, G. Constantini, Verocai, Brugnoli, G. Kostner – Benedetti, A. da Rin, Savaris – R. de Toni, Rudatis, Gallo – O. de Toni, Mastel, Insam – Benvenuti.
 Polsko –  NDR 7:4 (3:0, 1:4, 3:0)
7. března 1971 – Bern

Branky Polska: 6:45 Kacik, 17:56 L. Tokarz, 18:28 J. Slowakiewicz, 23:26 Migacz, 42:12 J. Slowakiewicz, 49:46 Stefaniak, 59:12 SH Kacik

Branky NDR: 20:40 Karger, 24:21 Noack, 34:32 Patschinski, 39:06 Patschinski

Rozhodčí: Haraldsen (NOR), Brenzikofer (SUI)

Vyloučení: 5:5

Využití přesilovek: 0:0

Branky v oslabení: 1:1
Polsko: Andrzej Tkacz – Ludwik Czachowski, Andrzej Słowakiewicz, Marian Feter, Stanisław Fryźlewicz, Wlodzimirz Komorski, Adam Kopczyński – Józef Stefaniak, Krzysztof Birula-Białynicki, Bogdan Migacz – Walenty Ziętara, Józef Słowakiewicz, Tadeusz Kacik – Stefan Chowaniec, Leszek Tokarz, Józef Batkiewicz.
NDR: Hurbanek (28:21 Fischer) – D. Peters, Slapke, Thomas, Karrenbauer, Schur, H. Novy – Meisel, Karger, Bielas – Breitschuh, Prusa, R. Peters – Noack, Patschinski, Janke.
  Japonsko –  Rakousko 6:2 (2:0, 2:0, 2:2)
8. března 1971 – Ženeva

Branky Japonska: 10:45 H. Kurokawa, 14:03 Nakamura, 31:23 Okajima, 34:40 Akiba, 53:30 Okajima, 55:10 Akiba

Branky Rakouska: 55:27 Weingartner, 58:05 Hoeller

Rozhodčí: Szczepek (POL), Aubord (SUI)

Vyloučení: 5:7

Využití přesilovek: 2:0
Japonsko: Ohtsubo – Yamazaki, Nakayama, Akiba, Nakamura, I. Tanaka, Hori – Kakihara, Iwamoto, Suzuki – H. Kurokawa, Honma, Hoshino – Y. Tanaka, M. Ito, Okajima.
Rakousko: Pregl (34:41 Franz Schilcher) – Felfernig, Gerhard Hausner, Jaeger, Primus, Keil – Zahradnicek, Sepp Puschnig, Weingartner – Hoeller, Herbert Moertl, Schwitzer – Zwickl, Koenig, Moser – Franz Voves.
 Norsko –  Itálie 7:2 (2:1, 3:1, 2:0)
8. března 1971 – Bern

Branky Norska: 13:15 Thoen, 15:54 Dalsoeren, 21:03 Mikkelsen, 27:50 Mikkelsen, 28:42 Mikkelsen, 52:38 Berg, 56:24 Martinsen

Branky Itálie: 0:40 Verocai, 29:09 Savaris

Rozhodčí: Kochendoerfer (GDR), Janežič (YUG)

Vyloučení: 4:0

Využití přesilovek: 0:0

Branky v oslabení: 0:1
Norsko: Solberg (58. Kare Östensen) – S-N. Hansen, Sandberg, Syvertsen, Steen, Martinsen, Öyving Berg – Mikkelsen, B. Johansen, Bjoelbakk – Thoen, Dalsoeren, R. Jansen – Haagensen, Roeymark, Elvenes.
Itálie: Viale (51. R. Tigliani,) – Verocai, G. Constantini, Brugnoli, G. Kostner, Vattai – Benedetti, A. da Rin, Savaris – R. de Toni, Rudatis, Gallo – O. de Toni, Mastel, Insam – Benvenuti.
 NDR –  Jugoslávie 5:3 (2:1, 1:1, 2:1)
8. března 1971 – Bern

Branky NDR: 1:42 Schmidt, 15:33 Janke, 36:21 Braun, 53:55 D. Peters, 54:08 Patschinski

Branky Jugoslávie: 18:02 Felc, 24:33 F. Smolej, 53:19 I. Jan.

Rozhodčí: Nobe (JPN), Stenico (ITA)

Vyloučení: 1:1

Využití přesilovek: 0:0
NDR: Fischer – D. Peters, Schmidt, Braun, Karrenbauer, Schur, Slapke – Meisel, Karger, Bielas – H. Novy, Prusa, Nickel – Noack, Patschinski, Janke.
Jugoslávie: Knez (54:09 Gale) – B. Jan, Ravnik, Ratej, I. Jan, Krmelj – G. Hiti, Felc, F. Smolej – Beravs, R. Smolej, R. Hiti – Tišlar, Renaud, Gojanović – Poljanšek.
 Švýcarsko –  Polsko 4:4 (2:0, 1:3, 1:1)
8. března 1971 – La Chaux-de-Fonds

Branky Švýcarska: 7:30 Furrer, 8:02 Tuerler, 39:39 Pousaz, 44:37 Reinhard

Branky Polska: 20:13 Migacz, 22:28 Chowaniec, 33:10 A. Slowakiewicz, 56:51 L. Tokarz

Rozhodčí: Tsukamoto (JPN), Valentin (AUT)

Vyloučení: 1:4

Využití přesilovek: 0:0
Švýcarsko: Gérard Rigolet – Furrer, Sgualdo, Peter Aeschlimann, Huguenin, Henzen – Reinhard, Tuerler, Keller – U. Luethi, Chappot, Pousaz – Bernanrd Neininger, Probst, R. Berra – Taillens.
Polsko: Andrzej Tkacz (8:03 Walczak) – Ludwik Czachowski, Marian Feter, Andrzej Słowakiewicz, Stanisław Fryźlewicz, Wlodzimirz Komorski, Adam Kopczyński – Józef Stefaniak, Krzysztof Birula-Białynicki, Bogdan Migacz – Walenty Ziętara, Józef Słowakiewicz, Tadeusz Kacik – Stefan Chowaniec, Leszek Tokarz, Józef Batkiewicz.
 Norsko –  Rakousko 7:2 (1:0, 5:0, 1:2)
9. března 1971 – Ženeva

Branky Norska: 1:20 R. Jansen, 20:09 P-Sk. Olsen, 20:36 S-N. Hansen, 23:13 Bjoelbakk, 29:11 Haagensen, 30:39 Mikkelsen, 40:31 Mikkelsen

Branky Rakouska: 47:13 Moertl, 53:15 Schwitzer

Rozhodčí: Egusa (JPN), Tsukamoto (JPN)

Vyloučení: 5:2 + Kalt na 5 min.

Využití přesilovek: 0:1
Norsko: Solberg (41. Oestensen) – S-N. Hansen, Sandberg, Syvertsen, Steen, Martinsen – Mikkelsen, P-Sk. Olsen, Bjoelbakk – Thoen, Dalsoeren, R. Jansen – Haagensen, Roeymark, Elvenes – Hoeyenholm.
Rakousko: Franz Schilcher – Felfernig, Keil, Jaeger, Primus, Felsecker – Zahradnicek, Samonig, Weingartner – Hoeller, Herbert Moertl, Schwitzer – Sepp Puschnig, Koenig, Kalt – Franz Voves.
 Švýcarsko –  Jugoslávie 8:5 (0:1, 3:2, 5:2)
9. března 1971 – La Chaux-de-Fonds

Branky Švýcarska: 26:51 Dubois, 28:03 U. Luethi, 37:46 Reinhard, 52:36 Neininger, 53:04 Dubois, 53:34 Tuerler, 58:42 Furrer, 59:49 Tuerler

Branky Jugoslávie: 4:40 R. Hiti, 37:08 Felc, 38:25 R. Smolej, 44:40 Gojanović, 54:12 Renaud

Rozhodčí: Nobe (JPN), Haraldsen (NOR)

Vyloučení: 1:5 + Wittwer na 5 min., R. Hiti na 10 min.

Využití přesilovek: 0:2

Branky v oslabení: 1:0
Švýcarsko: Gérard Rigolet – Furrer, Sgualdo, Peter Aeschlimann, Huguenin, Kaufmann – Reinhard, Tuerler, Keller – U. Luethi, Chappot, Taillens – Dubois, Wittwer, Pousaz – Bernanrd Neininger.
Jugoslávie: Gale – B. Jan, Ravnik, Ratej, I. Jan, Krmelj – Tišlar, Felc, F. Smolej – Beravs, R. Smolej, R. Hiti – G. Hiti, Renaud, Gojanović – Mlakar.
  Japonsko –  Polsko 6:4 (2:0, 1:2, 3:2)
10. března 1971 – Lyss

Branky Japonska: 1:43 Hoshino, 17:54 Kakihara, 25:45 Hoshino, 49:12 H. Kurokawa, 53:18 Hori, 59:06 Suzuki

Branky Polska: 21:44 Kacik, 23:06 Birula-Bialynicki, 45:16 Kacik, 52:57 Batkiewicz

Rozhodčí: Valentin (AUT), Rommerskirchen (AUT)

Vyloučení: 1:5

Využití přesilovek: 0:0
Japonsko: Ohtsubo – Yamazaki, Nakayama, I. Tanaka, Hori, Akiba, Nakamura – Okajima, Iwamoto, Suzuki – H. Kurokawa, Honma, Hoshino – Y. Tanaka, M. Ito, Kakihara.
Polsko: Andrzej Tkacz (21. Walczak) – Andrzej Słowakiewicz, Marian Feter, Henryk Janiszewski, Ludwik Czachowski, Stanisław Fryźlewicz – Józef Stefaniak, Krzysztof Birula-Białynicki, Bogdan Migacz – Walenty Ziętara, Józef Słowakiewicz, Tadeusz Kacik – Leszek Kokoszka, Leszek Tokarz, Józef Batkiewicz – Adam Kopczyński.
 NDR –  Itálie 11:0 (5:0, 1:0, 5:0)
10. března 1971 – Bern

Branky NDR: 0:57 Noack, 2:07 Slapke, 9:03 Schmidt, 10:57 Karger, 13:33 Nickel, 28:38 Janke, 42:17 Breitschuh, 45:59 Schmidt, 47:11 Nickel, 47:27 Slapke, 55:15 Karger

Branky Itálie: nikdo

Rozhodčí: Haraldsen (NOR), Janežič (YUG)

Vyloučení: 1:1

Využití přesilovek: 0:0

Branky v oslabení: 1:0
NDR: Hurbanek – D. Peters, Schmidt, Braun, Karrenbauer, Thomas, Slapke – R. Peters, Karger, Bielas – Breitschuh, Prusa, Nickel – Noack, Patschinski, Janke.
Itálie: R. Tigliani – Verocai, Brugnoli, Vattai, G. Kostner, G. Constantini – Insam, Uberbacher, Polloni – R. de Toni, Rudatis, Gallo – O. de Toni, Mastel, Benvenuti – Savaris.
 Itálie –  Jugoslávie 4:4 (2:2, 1:1, 1:1)
11. března 1971 – Bern

Branky Itálie: 15:33 G. Constantini, 16:32 A. da Rin, 39:36 O. de Toni, 55:48 Verocai

Branky Jugoslávie: 7:18 F. Smolej, 12:14 R. Hiti, 24:33 R. Hiti, 43:27 I. Jan

Rozhodčí: Egusa (JPN), Kochendoerfer (GDR)

Vyloučení: 6:4 + Savaris na 10 min.

Využití přesilovek: 1:0
Itálie: Viale – G. da Rin, G. Constantini, Verocai, Brugnoli, G. Kostner – Benedetti, A. da Rin, Savaris – R. de Toni, Rudatis, Gallo – O. de Toni, Mastel, Benvenuti – Insam.
Jugoslávie: Gale – B. Jan, Krmelj, Ratej, I. Jan – Tišlar, Felc, F. Smolej – Beravs, Gojanović, R. Hiti – G. Hiti, Mlakar, Poljanšek – Renaud, R. Smolej.
 Polsko –  Norsko 8:1 (0:0, 5:0, 3:1)
11. března 1971 – Bern

Branky Polska: 24:24 Zietara, 26:41 Stefaniak, 28:14 Chowaniec, 29:08 Birula-Bialynicki, 31:24 L. Tokarz, 48:03 Stefaniak, 53:02 Fryzlewicz, 55:20 Zietara

Branky Norska: 57:33 R. Jansen

Rozhodčí: Nobe (JPN), Brenzikofer (SUI)

Vyloučení: 7:5

Využití přesilovek: 2:0

Branky v oslabení: 1:0
Polsko: Andrzej Tkacz – Andrzej Słowakiewicz, Ludwik Czachowski, Bogdan Migacz, Adam Kopczyński, Marian Feter, Stanisław Fryźlewicz – Józef Stefaniak, Stefan Chowaniec, Leszek Tokarz – Krzysztof Birula-Białynicki, Józef Batkiewicz, Walenty Ziętara – Wlodzimirz Komorski, Józef Słowakiewicz, Tadeusz Kacik.
Norsko: Solberg (53:03 Kare Östensen) – S-N. Hansen, Steen, Martinsen, Syvertsen, Elvenes, B. Johansen – Mikkelsen, P-Sk. Olsen, Bjoelbakk – Thoen, Dalsoeren, R. Jansen – Öyving Berg, Roeymark, Christensen.
 NDR –  Rakousko 11:3 (3:1, 5:1, 3:1)
11. března 1971 – Lyss

Branky NDR: 12:55 Noack, 13:39 Bielas, 19:12 D. Peters, 26:45 Nickel, 28:06 Prusa, 29:43 Bielas, 32:16 D. Peters, 38:09 Breitschuh, 42:49 Meisel, 49:46 Nickel, 58:12 Janke

Branky Rakouska: 4:46 Puschnig, 32:51 Moertl, 150:54 Weingartner

Rozhodčí: Tsukamoto (JPN), Aubort (SUI)

Vyloučení: 2:4 + Puschnig na 10 min.

Využití přesilovek: 1:0
NDR: Hurbanek – D. Peters, Schmidt, Braun, Karrenbauer, H. Novy, Schur – Meisel, Karger, Bielas – Breitschuh, Prusa, Nickel – Noack, Patschinski, Janke.
Rakousko: Schilcher (29:44 Pregl) – Felfernig, Keil, Jaeger, Primus, Felsecker, Gerhard Hausner – Zahradnicek, Samonig, Weingartner – Hoeller, Herbert Moertl, Schwitzer – Sepp Puschnig, Koenig, Kalt.
 Švýcarsko –  Japonsko 4:1 (1:0, 3:0, 0:1)
11. března 1971 – La Chaux-de-Fonds

Branky Švýcarska: 13:27 Sgualdo, 24:11 Probst, 26:17 Dubois, 28:41 Chappot

Branky Japonska: 57:27 Okajima

Rozhodčí: Valentin (AUT), Janežič (YUG)

Vyloučení: 3:2

Využití přesilovek: 0:0
Švýcarsko: Gérard Rigolet – Furrer, Sgualdo, Peter Aeschlimann, Huguenin, Henzen – Reinhard, Tuerler, Keller – U. Luethi, Chappot, Pousaz – Bernanrd Neininger, Probst, Dubois – R. Berra.
Japonsko: Ohtsubo – Yamazaki, Nakayama, I. Tanaka, Hori, Akiba, Nakamura – Okajima, Iwamoto, Suzuki – H. Kurokawa, Honma, Hoshino – Y. Tanaka, M. Ito, Kakihara.
 Polsko –  Jugoslávie 4:0 (1:0, 0:0, 3:0)
13. března 1971 – Bern

Branky Polska: 10:52 Zietara, 45:55 L. Tokarz, 47:03 PP Stefaniak, 53:06 Zietara

Branky Jugoslávie: nikdo

Rozhodčí: Egusa (JPN), Kochendoerfer (GDR)

Vyloučení: 7:9

Využití přesilovek: 1:0
Polsko: Andrzej Tkacz – Andrzej Słowakiewicz, Ludwik Czachowski, Bogdan Migacz, Adam Kopczyński, Marian Feter, Stanisław Fryźlewicz – Józef Stefaniak, Stefan Chowaniec, Leszek Tokarz – Krzysztof Birula-Białynicki, Józef Batkiewicz, Walenty Ziętara – Wlodzimirz Komorski, Józef Słowakiewicz, Tadeusz Kacik.
Jugoslávie: Knez (45:56 Gale) – B. Jan, Krmelj, Ratej, I. Jan – Tišlar, Felc, F. Smolej – Beravs, Gojanović, R. Hiti – G. Hiti, Mlakar, Poljanšek – Renaud, R. Smolej.
 Rakousko –  Itálie 6:0 (1:0, 1:0, 4:0)
13. března 1971 – Lyss

Branky Rakouska: 19:58 Jaeger, 34:33 Weingartner, 42:23 Moertl, 42:33 Jaeger, 45:52 Puschnig, 51:59 SH Puschnig

Branky Itálie: nikdo

Rozhodčí: Tsukamoto (JPN), Nobe (JPN)

Vyloučení: 5:6 + A. da Rin na 5 min.

Využití přesilovek: 1:0

Branky v oslabení: 1:0
Rakousko: Franz Schilcher – Felfernig, Keil, Jaeger, Primus, Gerhard Hausner – Zahradnicek, Samonig, Weingartner – Hoeller, Herbert Moertl, Schwitzer – Sepp Puschnig, Koenig, Moser – Franz Voves.
Itálie: R. Tigliani (45:53 Viale) – G. da Rin, G. Constantini, Verocai, Brugnoli, G. Kostner – Benedetti, A. da Rin, Savaris – R. de Toni, Rudatis, Gallo – O. de Toni, Mastel, Benvenuti – Insam.
 Norsko –  Japonsko 10:6 (5:1, 0:3, 5:2)
13. března 1971 – La Chaux-de-Fonds

Branky Norska: 3:23 B. Johansen, 6:42 Syvertsen, 8:17 S-N. Hansen, 16:55 Dalsoeren, 18:18 Mikkelsen, 44:36 B. Johansen, 46:37 Roeymark, 51:23 B. Johansen, 53:49 Elvenes, 57:30 Mikkelsen

Branky Japonska: 14:58 Hoshino, 20:36 H. Kurokawa, 26:47 Hanzawa, 35:13 Y. Tanaka, 46:09 Okajima, 58:59 Iwamoto

Rozhodčí: Brenzikofer (SUI), Szczepek (POL)

Vyloučení: 1:2

Využití přesilovek: 0:0
Norsko: Solberg (41. Kare Östensen) – S-N. Hansen, Steen, Martinsen, Syvertsen, Sandberg – Mikkelsen, P-Sk. Olsen, Bjoelbakk – Elvenes, Dalsoeren, R. Jansen – Öyving Berg, Roeymark, B. Johansen – Christensen.
Japonsko: Ohtsubo (53:50 Misawa) – Yamazaki, Nakayama, I. Tanaka, Hori, Akiba, Nakamura – Hanzawa, Iwamoto, Okajima – H. Kurokawa, Honma, Hoshino – Y. Tanaka, M. Ito, Kakihara.
 Švýcarsko –  NDR 3:1 (2:0, 0:1, 1:0)
13. března 1971 – Bern

Branky Švýcarska: 3:42 Tuerler, 6:51 Tuerler, 56:24 Dubois

Branky NDR: 36:06 R. Peters

Rozhodčí: Valentin (AUT), Janežič (YUG)

Vyloučení: 2:5 + Braun na 10 min.

Využití přesilovek: 2:1
Švýcarsko: Gérard Rigolet – Furrer, Sgualdo, Aeschlimann, Huguenin, Kaufmann – Reinhard, Tuerler, Keller – U. Luethi, Chappot, Pousaz – Bernanrd Neininger, Wittwer, Dubois.
NDR: Fischer – Thomas, Schmidt, Braun, Karrenbauer, Slapke, Schur – Meisel, H. Novy, Bielas – Breitschuh, Prusa, Nickel – Noack, Patschinski, R. Peters.
 Švýcarsko –  Itálie 5:0 (2:0, 2:0, 1:0)
14. března 1971 – Lyss

Branky Švýcarska: 2:22 Neininger, 17:33 Neininger, 28:30 U. Luethi, 33.58 R. Berra, 56:12 Pousaz

Branky Itálie: nikdo

Rozhodčí: Valentin (AUT), Janežič (YUG)

Vyloučení: 4:4 + Gallo na 10 min.

Využití přesilovek: 1:0

Branky v oslabení: 1:0
Švýcarsko: Gérard Rigolet – Furrer, Sgualdo, Peter Aeschlimann, Huguenin, Henzen – Pousaz, Tuerler, Keller – U. Luethi, Chappot, Taillens – Bernanrd Neininger, Probst, R. Berra – Dubois.
Itálie: Viale (41. R. Tigliani) – G. da Rin, G. Constantini, Verocai, Brugnoli, G. Kostner – Benedetti, A. da Rin, Savaris – R. de Toni, Rudatis, Gallo – O. de Toni, Mastel, Benvenuti – Insam.
 NDR –  Norsko 8:4 (1:0, 4:2, 3:2)
14. března 1971 – La Chaux-de-Fonds

Branky NDR: 4:50 Breitschuh, 21:03 D. Peters, 23:46 Slapke, 25:27 Nickel, 35:43 R. Peters, 43:59 Slapke, 46:03 Prusa, 48:08 Schur

Branky Norska: 23:58 Bjoelbakk, 29:46 R. Jansen, 46:39 Bjoelbakk, 49:40 Elvenes

Rozhodčí: Brenzikofer (SUI), Aubort (SUI)

Vyloučení: 3:4 + Slapke na 5 min.

Využití přesilovek: 2:0
NDR: Hurbanek – D. Peters, Slapke, Schmidt, Schur, Braun – Meisel, H. Novy, Bielas – Breitschuh, Prusa, Nickel – Noack, Patschinski, R. Peters – Janke.
Norsko: Kare Östensen (Solberg, 25:28) – S-N. Hansen, Steen, Martinsen, Syvertsen, Sandberg – Mikkelsen, P-Sk. Olsen, Bjoelbakk – Elvenes, Dalsoeren, R. Jansen – Öyving Berg, Roeymark, B. Johansen – Christensen.
 Polsko –  Rakousko 3:2 (0:0, 2:0, 1:2)
14. března 1971 – Ženeva

Branky Polska: 31:53 Birula-Bialynicki, 37:14 Stefaniak, 59:40 Komorski

Branky Rakouska: 40:58 Zahradnicek, 55:45 Weingartner

Rozhodčí: Kochendoerfer (GDR), Haraldsen (NOR)

Vyloučení: 2:1

Využití přesilovek: 0:1
Polsko: Andrzej Tkacz – Andrzej Słowakiewicz, Ludwik Czachowski, Bogdan Migacz, Adam Kopczyński, Marian Feter, Stanisław Fryźlewicz – Józef Stefaniak, Stefan Chowaniec, Leszek Tokarz – Krzysztof Birula-Białynicki, Józef Batkiewicz, Walenty Ziętara – Wlodzimirz Komorski, Józef Słowakiewicz, Tadeusz Kacik.
Rakousko: Franz Schilcher – Felfernig, Keil, Jaeger, Primus, Gerhard Hausner – Zahradnicek, Samonig, Weingartner – Hoeller, Herbert Moertl, Schwitzer – Sepp Puschnig, Koenig, Moser – Franz Voves.
 Jugoslávie –  Japonsko 7:6 (1:2, 5:0, 1:4)
14. března 1971 – Bern

Branky Jugoslávie: 6:50 B. Jan, 23:32 Mlakar, 23:55 Gojanović, 31:03 Gojanović, 31:58 B. Jan, 32:30 Gojanović, 55:53 G. Hiti

Branky Japonska: 5:26 Okajima, 13:43 Yamazaki, 46:14 H. Kurokawa, 48:39 Ito, 56:46 H. Kurokawa, 59:48 Okajima

Rozhodčí: Rommerskirchen (AUT), Szczepek (POL)

Vyloučení: 3:4

Využití přesilovek: 0:2

Branky v oslabení: 1:0
Jugoslávie: Knez (21. Gale) – B. Jan, Krmelj, Ratej, I. Jan – Tišlar, Felc, F. Smolej – Beravs, Gojanović, R. Hiti – G. Hiti, Mlakar, Poljanšek – Renaud, R. Smolej.
Japonsko: Misawa (32:31 Ohtsubo) – Yamazaki, Kaneiri, I. Tanaka, Hori, Akiba, Nakamura – Hanzawa, Iwamoto, Okajima – H. Kurokawa, Honma, Hoshino – Y. Tanaka, M. Ito, Kakihara.

## MS Skupina C
|    |             | ROM  | FRA  | HUN  | GBR  | BUL  | DEN  | NED  | BEL  | V | R | P | Skóre | B  |
| 1. | Rumunsko    | ***  | 7:1  | 3:3  | 11:2 | 12:3 | 6:2  | 10:2 | 21:0 | 6 | 1 | 0 | 70:11 | 13 |
| 2. | Francie     | 1:7  | ***  | 8:4  | 6:4  | 2:1  | 5:1  | 9:2  | 18:1 | 6 | 0 | 1 | 49:20 | 12 |
| 3. | Maďarsko    | 3:3  | 4:8  | ***  | 7:6  | 7:6  | 2:0  | 4:3  | 31:1 | 5 | 1 | 1 | 58:27 | 11 |
| 4. | V. Británie | 2:11 | 4:6  | 6:7  | ***  | 5:5  | 5:4  | 7:4  | 18:2 | 3 | 1 | 3 | 47:39 | 7  |
| 5. | Bulharsko   | 2:12 | 1:2  | 6:7  | 5:5  | ***  | 4:5  | 7:0  | 11:1 | 2 | 1 | 4 | 36:32 | 5  |
| 6. | Dánsko      | 1:6  | 1:5  | 0:2  | 4:5  | 5:4  | ***  | 1:3  | 21:1 | 2 | 0 | 5 | 33:26 | 4  |
| 7. | Nizozemsko  | 2:10 | 2:9  | 3:4  | 4:7  | 0:7  | 3:1  | ***  | 18:0 | 2 | 0 | 5 | 32:38 | 4  |
| 8. | Belgie      | 0:21 | 1:18 | 1:31 | 2:18 | 1:11 | 1:21 | 0:18 | ***  | 0 | 0 | 7 | 6:138 | 0  |

 Francie –  Rumunsko 1:7 (0:0, 1:2, 0:5)
26. února 1971 – Utrecht

Branky Francie: 31:43 Guennelon

Branky Rumunska: 28:23 Varga, 32:23 Ştefanov, 47:29 Başa, 49:19 G. Szabo, 52:06 Gheorghiu, 56:18 Gheorghiu, 59:09 Ioniţă

Rozhodčí: Lennon (NED), Smith (GBR)

Vyloučení: 6:4

Využití přesilovek: 0:1
Francie: Deschamps – Lang, Cabanis, Godeau, R. Blanchard – Francheterre, Faucomprez, Itzicsohn – Bozon, Guennelon, Guryča – Eymard, Vassieux, Smaniotto – Pourtanel, Prechac.
Rumunsko: Dumitraş – Varga, Ioniţă, Făgăraş, F. Sgincă, Doru Tureanu – G. Szabo, Kalamar, Pană – Fodorea, G. Huţanu, Başa – Ştefanov, Iordan, Gheorghiu – Boldescu.
 Velká Británie –  Belgie 18:2 (8:0, 4:0, 6:2)
26. února 1971 – Eindhoven

Branky Velké Británie: 1:32 Stevenson, 1:50 D. Reilly, 2:32 Law. Lovell, 8:43 Inglis, 10:10 T. Matthews, 11:40 Les Lovell, 13:51 SH Stevenson, 16:46 Lavetty, 20:28 McBride, 23:24 D. Reilly, 25:47 D. Reilly, 38:25 Stevenson, 44:01 D. Reilly, 46:01 P. Johnson, 51:44 T. Matthews, 52:54 T. Matthews, 59:08 McBride, 59:43 A. Brennan

Branky Belgie: 56:59 Marsin, 59:59 A. Braas

Rozhodčí: Popov (BUL), Ujfalussy (HUN)

Vyloučení: 4:0

Využití přesilovek: 0:0

Branky v oslabení: 1:0
Velká Británie: Clark – Inglis, W. Brennan, McIntosh, Lavetty, H. Tindale – Stevenson, Les Lovell, McMillan – Law. Lovell, D. Reilly, K. Matthews – T. Matthews, A. Brennan, P. Johnson – McBride.
Belgie: van der Wee (2:33 – 20:00 Lissoir) – Delrez, A. Braas, D. Hanrez – G. Braas, Paulus, Petit – Deflandre, J. Hanrez, Marsin – Brueren.
 Maďarsko –  Bulharsko 7:6 (1:0, 4:2, 2:4)
26. února 1971 – Nijmegen

Branky Maďarska: 16:07 Bánkuti, 28:04 Z. Horváth, 32:32 Z. Horváth, 33:26 V. Zsitva, 38:04 Menyhárt, 44:54 Mészöly, 52:06 V. Zsitva

Branky Bulharska: 21:50 N. Michajlov, 32:55 B. Dimov, 44:40 Gerasimov, 45:21 M. Bačvarov, 51:46 Christov, 56:11 M. Bačvarov

Rozhodčí: Langdon (NED), Sgincă (ROM)

Vyloučení: 5:4

Využití přesilovek: 2:1
Maďarsko: Balogh (45:22 Vedres) – Gogolak, Krasznai, Jós. Palotas, Széles, Enyedi – Balint, Bánkuti, V. Zsitva – Z. Horváth, Mészöly, Menyhárt – Palla, Havrán, Ugray – Szikra.
Bulharsko: A. Iljev (40:00 – 44:54 Kirilov) – Jončev, T. Lesev, G. Iljev, K. Christov, E. Penelov – B. Dimov, Nedjalkov, N. Michajlov – Atanasov, E. Michajlov, M. Bačvarov – I. Bačvarov, Gerasimov, Kalev – Antov.
 Dánsko –  Nizozemsko 1:3 (0:2, 0:0, 1:1)
26. února 1971 – Tilburg

Branky Dánska: 56.08 S. Lauritsen

Branky Nizozemska: 2:21 van Veghel, 3:46 Simons, 40:50 Simons

Rozhodčí: Pianfetti (FRA), de Paepe (BEL)

Vyloučení: 7:5

Využití přesilovek: 1:1
Dánsko: B. Hansen – Holten-Møller, S. Andersson, Sørensen, H. Møller – Kikkenborg, Fabricius, L. Kristiansen – Antonsen, L. Thomsen, C. Nielsen – Kahl, S. Lauritsen, Gerber – J. Jensen, Degn.
Nizozemsko: van den Booggard – Roomer, van Veghel, van Dommelen, Christiaans, Ooms – Simons, Manuel, de Groot – Gentis, Koekoek, R. Bakker – Smulders, Bles, Hagendoorn – van Gurp.
 Bulharsko –  Nizozemsko 7:0 (4:0, 1:0, 2:0)
27. února 1971 – Geleen

Branky Bulharska: 7:01 I. Bačvarov, 8:01 I. Bačvarov, 14:56 Gerasimov, 18:05 P. Lesev, 27:56 Jončev, 40:48 P. Lesev, 56:05 I. Bačvarov

Branky Nizozemska: nikdo

Rozhodčí: Møller (DEN), Sgincă (ROM)

Vyloučení: 6:10 navíc van Dommelen na 10 min.

Využití přesilovek: 3:0
Bulharsko: A. Iljev – Jončev, T. Lesev, G. Iljev, K. Christov, E. Penelov – Gerasimov, P. Lesev, I. Bačvarov – M. Bačvarov, E. Michajlov, Atanasov – N. Michajlov, Jankov, Nedjalkov – B. Dimov.
Nizozemsko: van den Booggard – van Veghel, Christiaans, Roomer, van Dommelen, Ooms – Simons, Manuel, de Groot – Gentis, Koekoek, R. Bakker – Smulders, Bles, Hagendoorn.
  Rumunsko –  Dánsko 6:1 (0:0, 2:0, 4:1)
27. února 1971 – Rotterdam

Branky Rumunska: 26:19 G. Huţanu, 37:41 Pană, 42:57 Fodorea, 45:36 Gheorghiu, 47:45 Gheorghiu, 50:10 G. Huţanu

Branky Dánska: 54:07 Antonsen

Rozhodčí: Pianfetti (FRA), Langdon (NED)

Vyloučení: 1:1

Využití přesilovek: 0:0
Rumunsko: Crişan (21. – 51. Dumitraş) – Varga, Ioniţă, Făgăraş, F. Sgincă, Doru Tureanu – G. Szabo, Kalamar, Pană – Fodorea, G. Huţanu, Başa – Ştefanov, Iordan, Gheorghiu – P. Sgincă.
Dánsko: B. Hansen – Holten-Møller, S. Andersson, Sørensen, H. Møller, Juul-Jensen – Kikkenborg, J. Jensen, Fabricius – Kahl, Gerber, S. Lauritsen – Antonsen, C. Nielsen, L. Thomsen – L. Kristiansen.
 Maďarsko –  Velká Británie 7:6 (3:1, 1:2, 3:3)
27. února 1971 – Tilburg

Branky Maďarska: 1:51 Pöth, 6:19 Bánkuti, 15:06 Mészöly, 38:44 Bánkuti, 43:58 Havrán, 49:59 Menyhárt, 58:34 Z. Horváth

Branky Velké Británie: 12:57 McBride, 31:23 P. Johnson, 35:33 A. Brennan, 44:15 Les Lovell, 48:48 Les Lovell, 51:03 McMillan

Rozhodčí: de Paepe (BEL), van de Ven (NED)

Vyloučení: 2:2

Využití přesilovek: 0:0
Maďarsko: Vedres (51. Balogh) – Jós. Palotas, Széles, Gogolak, Krasznai, Enyedi – Balint, Bánkuti, V. Zsitva – Z. Horváth, Mészöly, Menyhárt – Havrán, Pöth, Ugray – Klink.
Velká Británie: Clark – Inglis, W. Brennan, McIntosh, Lavetty, Edmonds – Stevenson, Les Lovell, McBride – Law. Lovell, D. Reilly, McMillan – T. Matthews, A. Brennan, P. Johnson – McCrae.
 Francie –  Belgie 18:1 (7:0, 7:0, 4:1)
27. února 1971 – Utrecht

Branky Francie: 0:30 Guennelon, 1:16 Itzicsohn, 2:25 Itzicsohn, 4:23 Guryča, 5:06 Guennelon, 7:55 Guennelon, 9:12 Guennelon, 20:10 Godeau, 20:43 Guennelon, 26:24 Guennelon, 27:45 C. Blanchard, 28:20 Bozon, 31:40 Bozon, Guryča, 44:00 Francheterre, 44:51 Francheterre, 45:46 Vassieux, 18:1 Guryča

Branky Belgie: 48:22 A. Braas

Rozhodčí: Popov (BUL), Smith (GBR)

Vyloučení: 1:1

Využití přesilovek: 0:0
Francie: Sozzi – R. Blanchard, Godeau, C. Blanchard, Gentina – Francheterre, Faucomprez, Itzicsohn – Bozon, Guryča, Guennelon – Eymard, Vassieux, Smaniotto – Pourtanel, Prechac.
Belgie: van der Wee (7:56 Bastin) – Delrez, D. Hanrez, A. Braas, Raets – Huybrechts, Brueren, R. Moris – Deflandre, J. Hanrez, Marsin – G. Braas, Paulus, Petit.
  Velká Británie –  Nizozemsko 7:4 (3:0, 1:3, 3:1)
1. března 1971 – s-Hertogenbosch

Branky Velké Británie: 13:23 T. Matthews, 15:33 Law. Lovell, 18:45 T. Matthews, 33:32 W. Brennan, 46:06 Stevenson, 46:49 Stevenson, 58:29 T. Matthews

Branky Nizozemska: 22:59 Simons, 36:48 Gentis, 38:16 Ooms, 46:59 Bles

Rozhodčí: Pianfetti (FRA), Popov (BUL)

Vyloučení: 8:5 navíc W. Brennan na 5 min a Christiaans na 10 min.

Využití přesilovek: 1:2
Velká Británie: Clark – Inglis, W. Brennan, McIntosh, Lavetty, H. Tindale – Stevenson, Les Lovell, McBride – Law. Lovell, D. Reilly, McMillan – T. Matthews, A. Brennan, K. Matthews – P. Johnson.
Nizozemsko: van den Booggard (46:50 Gobel) – van Veghel, Roomer, Ooms, van Dommelen, Christiaans – Simons, Manuel, de Groot – Gentis, Koekoek, R. Bakker – Smulders, Bles, Hagendoorn.
 Maďarsko –  Rumunsko 3:3 (3:1, 0:0, 0:2)
1. března 1971 – Eindhoven

Branky Maďarska: 5:54 Mészöly, 12:57 Széles, 13:27 Menyhárt

Branky Rumunska: 8:54 Kalamar, 41:32 G. Huţanu, 45:10 G. Huţanu

Rozhodčí: Lennon (NED), Langdon (NED)

Vyloučení: 6:2

Využití přesilovek: 0:1
Maďarsko: Balogh – Jós. Palotas, Széles, Gogolak, Enyedi – Balint, Bánkuti, V. Zsitva – Z. Horváth, Mészöly, Menyhárt – Havrán, Szikra, Palla – Pöth, Ugray.
Rumunsko: Dumitraş (12:58 Crişan) – Varga, Ioniţă, Făgăraş, F. Sgincă, Tureanu – G. Szabo, Kalamar, Pană – Fodorea, G. Huţanu, Başa – Ştefanov, Iordan, Gheorghiu – Boldescu.
 Dánsko –  Belgie 21:1 (8:0, 5:0, 8:1)
1. března 1971 – Rotterdam

Branky Dánska: 3:45 L. Thomsen, 6:17 PP Kahl, 12:27 Kahl, 13:36 Gerber, 14:33 Iversen, 17:25 S. Lauritsen, 19:08 Iversen, 19:55 Fabricius, 23:10 C. Nielsen, 25:35 L. Kristiansen, 26:15 L. Kristiansen, 34:32 S. Lauritsen, 35:11 Kahl, 43:39 Gerber, 43:49 C. Nielsen, 46:34 Fabricius, 48:17 Kahl, 50:46 S. Lauritsen, 53:06 Fabricius, 53:52 Kikkenborg, 58:46 C. Nielsen

Branky Belgie: 56:44 Brueren

Rozhodčí: van de Ven (NED), Smith (GBR)

Vyloučení: 4:4

Využití přesilovek: 2:0

Branky v oslabení: 1:1
Dánsko: B. Hansen – Sørensen, H. Møller, Holten-Møller, S. Andersson, Iversen – Kikkenborg, Fabricius, L. Kristiansen – Kahl, Gerber, S. Lauritsen – L. Thomsen, C. Nielsen, Antonsen – J. Jensen.
Belgie: Lissoir (14:34 van der Wee) – Delrez, G. Braas, A. Braas, D. Hanrez – Vinken, Brueren, Petit – Deflandre, J. Hanrez, Marsin – Huybrechts.
 Francie –  Bulharsko 2:1 (0:1, 0:0, 2:0)
1. března 1971 – Tilburg

Branky Francie: 53:28 Itzicsohn, 59:02 Lang

Branky Bulharska: 2:31 I. Bačvarov

Rozhodčí: Sgincă (ROM), de Paepe (BEL)

Vyloučení: 9:8 navíc I. Bačvarov na 10 min.

Využití přesilovek: 0:0
Francie: Sozzi – R. Blanchard, Godeau, Gentina, Lang, Cabanis – Bozon, Guennelon, Guryča – Eymard, Vassieux, Smaniotto – Francheterre, Faucomprez, Itzicsohn – Pourtanel.
Bulharsko: A. Iljev – Jončev, E. Penelov, G. Iljev, K. Christov, Mečkov – Gerasimov, B. Dimov, I. Bačvarov – M. Bačvarov, E. Michajlov, Atanasov – N. Michajlov, Jankov, Nedjalkov – P. Lesev.
 Nizozemsko –  Belgie 18:0 (5:0, 8:0, 5:0)
2. března 1971 – Eindhoven

Branky Nizozemska: 0:09 Simons, 4:35 Koekoek, 6:32 Christiaans, 7:55 Simons, 16:44 Ooms, 20:47 Simons, 21:21 Simons, 22:16 Wijlemans, 24:32 Simons, 25:40 Hagendoorn, 26:34 Hagendoorn , 30:55 Roomer, 31:47 Christiaans, 41:52 Wijlemans, 44:39 Hagendoorn, 47:24 Bles, 49:52 Koekoek, 59:08 de Groot

Branky Belgie: nikdo

Rozhodčí: Popov (BUL), Smith (GBR)

Vyloučení: 5:4

Využití přesilovek: 0:0
Nizozemsko: Gobel – Ooms, Christiaans, van Veghel, Roomer, van Dommelen – Simons, Smulders, Gentis – Bles, Koekoek, de Groot – Hagendoorn, R. Bakker, Wijlemans – van de Berg.
Belgie: van der Wee – Delrez, G. Braas, A. Braas, D. Hanrez – Vinken, Brueren, Huybrechts – Deflandre, J. Hanrez, Marsin – Petit.
 Velká Británie –  Dánsko 5:4 (1:2, 3:2, 1:0)
2. března 1971 – Nijmegen

Branky Velké Británie: 16:43 Inglis, 21:43 Inglis, 34:28 W. Brennan, 39:01 Stevenson, 50:20 Les Lovell

Branky Dánska: 4:50 S. Lauritsen, 13:29 Kikkenborg, 28:42 H. Møller, 39:48 L. Thomsen

Rozhodčí: Langdon (NED), Ujfalussy (HUN)

Vyloučení: 3:2

Využití přesilovek: 1:0
Velká Británie: Clark – Inglis, W. Brennan, McIntosh, Lavetty, Edmonds – Stevenson, Les Lovell, McBride – Law. Lovell, K. Matthews, McMillan – T. Matthews, A. Brennan, P. Johnson – McCrae.
Dánsko: B. Hansen – Holten-Møller, S. Andersson, Sørensen, H. Møller, Iversen – S. Lauritsen, Degn, L. Kristiansen – Kahl, Gerber, Kikkenborg – L. Thomsen, C. Nielsen, Antonsen – J. Jensen.
 Maďarsko –  Francie 4:8 (2:3, 0:2, 2:3)
2. března 1971 – Rotterdam

Branky Maďarska: 14:33 Balint, 16:20 Mészöly, 42:53 Mészöly, 46:08 V. Zsitva

Branky Francie: 0:54 Guryča, 7:51 Cabanis, 8:31 Guennelon, 20:16 Lang, 34:07 Bozon, 40:22 Guryča, 43:36 Francheterre, 54:01 Francheterre

Rozhodčí: Møller (DEN), de Paepe (BEL)

Vyloučení: 6:5 navíc Z. Horváth a Faucomprez na 5 min.

Využití přesilovek: 0:1
Maďarsko: Balogh (41. Vedres) – Jós. Palotas, Széles, Gogolak, Krasznai, Enyedi, Treplan – Balint, Bánkuti, V. Zsitva – Z. Horváth, Mészöly, Menyhárt – Havrán, Pöth, Palla.
Francie: Deschamps (41. Sozzi) – R. Blanchard, Godeau, Gentina, Lang, Cabanis – Bozon, Guennelon, Guryča – Francheterre, Faucomprez, Itzicsohn – Eymard, Vassieux, Smaniotto.
 Bulharsko –  Rumunsko 2:12 (1:2, 1:6, 0:4)
2. března 1971 – Utrecht

Branky Bulharska: 2:17 I. Bačvarov, 32:37 N. Michajlov

Branky Rumunska: 9:05 Gheorghiu, 14:11 G. Huţanu, 21:15 Tureanu, 22:13 Gheorghiu, 22:47 Gheorghiu, 24:09 Kalamar, 34:14 G. Szabo, 35:36 Gheorghiu, 48:42 Boldescu, 50:57 Fodorea, 53:47 F. Sgincă, 56:40 P. Sgincă

Rozhodčí: van Morkhoven (NED), van de Ven (NED)

Vyloučení: 5:3

Využití přesilovek: 0:0
Bulharsko: A. Iljev (22.48 Kirilov) – Jončev, T. Lesev, E. Penelov, G. Iljev, K. Christov – Gerasimov, E. Michajlov, I. Bačvarov – P. Lesev, B. Dimov, Atanasov – N. Michajlov, Antov, Nedjalkov – M. Bačvarov.
Rumunsko: Crişan – Varga, Schiau, Făgăraş, F. Sgincă, Doru Tureanu – G. Szabo, Kalamar, Pană – Fodorea, G. Huţanu, Başa – Ştefanov, Boldescu, Gheorghiu – P. Sgincă.
 Belgie –  Maďarsko 1:31 (1:9, 0:9, 0:13)
4. března 1971 – s-Hertogenbosch

Branky Belgie: 14:22 Marsin

Branky Maďarska: 3:12 PP Enyedi, 6:05 Balint, 8:32 Klink, 9:27 V. Zsitva, 11:08 Mészöly, 11:39 Klink, 12:15 Palla, 15:48 Palla, 17:23 Palla, 23:32 Z. Horváth, 27:28 Bánkuti, 29:49 Mészöly, 30:59 Enyedi, 32:45 Ugray, 33:14 Balint, 33:25 V. Zsitva, 35:15 Ugray, 35:50 Klink, 40:32 Enyedi, 42:06 Havrán, 43:48 Jós. Palotas, 43:54 Balint, 44:09 Bánkuti, 45:01 Balint, 45:53 Pöth, 47:35 Havrán, 50:58 Bánkuti, 51:58 Pöth, 52:20 Mészöly, 58:37 Mészöly, 59:52 Klink

Rozhodčí: Sgincă (ROM), Smith (GBR)

Vyloučení: 3:2

Využití přesilovek: 0:2
Belgie: Bastin (12:16 Lissoir) – Delrez, G. Braas, A. Braas, D. Hanrez – Petit, Brueren, Huybrechts – Deflandre, J. Hanrez, Marsin.
Maďarsko: Balogh – Jós. Palotas, Széles, Gogolak, Krasznai, Enyedi – Balint, Bánkuti, V. Zsitva – Z. Horváth, Mészöly, Pöth – Havrán, Klink, Palla – Ugray.
 Velká Británie –  Francie 4:6 (1:0, 3:4, 0:2)
4. března 1971 – Groningen

Branky Velké Británie: 4:55 D. Reilly, 28:35 McMillan, 34:05 D. Reilly, 38:45 D. Reilly –

Branky Francie: 23:58 SH Guryča, 27:32 Lang, 29:59 Bozon, 35:40 Itzicsohn, 48:00 Smaniotto, 55:40 Itzicsohn

Rozhodčí: Langdon (NED), Ujfalussy (HUN)

Vyloučení: 6:5

Využití přesilovek: 1:1

Branky v oslabení: 0:2
Velká Británie: Clark – Inglis, W. Brennan, McIntosh, Lavetty, Edmonds, H. Tindale – Stevenson, Les Lovell, K. Matthews – Law. Lovell, D. Reilly, McMillan – T. Matthews, A. Brennan, P. Johnson.
Francie: Sozzi – R. Blanchard, Godeau, Gentina, Lang, Cabanis – Bozon, Guennelon, Guryča – Francheterre, Faucomprez, Itzicsohn – Eymard, Vassieux, Smaniotto – Pourtanel.
 Nizozemsko –  Rumunsko 2:10 (2:4, 0:5, 0:1)
4. března 1971 – Tilburg

Branky Nizozemska: 7:52 Smulders, 12:49 Simons

Branky Rumunska: 2:42 Boldescu, 3:37 Boldescu, 6:56 Başa, 9:14 G. Huţanu, 30:49 G. Huţanu, 32:06 G. Huţanu, 34:46 Kalamar, 35:59 Fodorea, 37:15 G. Huţanu, 48:25 G. Huţanu

Rozhodčí: Pianfetti (FRA), de Paepe (BEL)

Vyloučení: 3:3 navíc van Veghel na 5 min.

Využití přesilovek: 1:2
Nizozemsko: Gobel (9:15 van den Booggard) – Ooms, van Dommelen, van Veghel, Christiaans, Roomer – Simons, Smulders, Gentis – Bles, Koekoek, Manuel – Hagendoorn, R. Bakker, de Groot – Wijlemans.
Rumunsko: Crişan – Varga, Schiau, Făgăraş, Doru Tureanu, F. Sgincă – Fodorea, G. Huţanu, Başa – G. Szabo, Kalamar, Pană – Ştefanov, Boldescu, Gheorghiu – P. Sgincă.
 Dánsko –  Bulharsko 4:5 (2:0, 1:3, 1:2)
4. března 1971 – Heerenveen

Branky Dánska: 12:22 E. Michajlov, 19:04 Gerasimov, 25:21 I. Bačvarov, 40:49 Gerasimov

Branky Bulharska: 27:01 L. Thomsen, 29:18 Kikkenborg, 34:23 L. Thomsen, 51:32 Kikkenborg, 55:56 C. Nielsen

Rozhodčí: Lennon (NED), van Morkhoven (NED)

Vyloučení: 3:7 navíc Iversen na 5 min.

Využití přesilovek: 2:0

Branky v oslabení: 1:0
Dánsko: B. Hansen – Holten-Møller, S. Andersson, Sørensen, H. Møller, Iversen, Juul-Jensen – S. Lauritsen, J. Jensen, Kikkenborg – Kahl, Gerber, S. Møller – L. Thomsen, C. Nielsen, Antonsen.
Bulharsko: A. Iljev – Jončev, G. Iljev, K. Christov, E. Penelov, Mečkov – Gerasimov, P. Lesev, I. Bačvarov – M. Bačvarov, E. Michajlov, Atanasov – N. Michajlov, B. Dimov, Nedjalkov – Jankov.
  Bulharsko –  Velká Británie 5:5 (2:1, 1:2, 2:2)
5. března 1971 – Heerenveen

Branky Bulharska: 16:46 Nedjalkov, 33:29 Nedjalkov, 38:56 E. Michajlov, 40:33 Gerasimov, 40:59 Atanasov

Branky Velké Británie: 12:49 T. Matthews, 17:48 Stevenson, 33:27 T. Matthews, 53:54 McMillan, 59:24 Stevenson

Rozhodčí: Lennon (NED), van de Ven (NED)

Vyloučení: 2:2

Využití přesilovek: 1:1
Bulharsko: Kirilov (21. A. Iljev) – Jončev, G. Iljev, K. Christov, E. Penelov, T. Lesev – Gerasimov, P. Lesev, I. Bačvarov – M. Bačvarov, E. Michajlov, Atanasov – N. Michajlov, B. Dimov, Nedjalkov – Jankov.
Velká Británie: Clark – Inglis, W. Brennan, McIntosh, Lavetty, H. Tindale – Stevenson, Les Lovell, K. Matthews – Law. Lovell, D. Reilly, McMillan – T. Matthews, A. Brennan, P. Johnson – McCrae.
 Dánsko –  Francie 1:5 (0:3, 0:1, 1:1)
5. března 1971 – Groningen

Branky Dánska: 45:27 Gerber

Branky Francie: 6:46 Francheterre, 9:23 Guryča, 12:46 Francheterre, 39:45 Guennelon, 42:03 Francheterre

Rozhodčí: Ujfalussy (HUN), Langdon (NED)

Vyloučení: 3:2

Využití přesilovek: 0:0
Dánsko: B. Hansen – Holten-Møller, S. Andersson, Sørensen, H. Møller, Iversen, Juul-Jensen – S. Lauritsen, J. Jensen, Kikkenborg – Kahl, Gerber, S. Møller – L. Thomsen, C. Nielsen, Antonsen.
Francie: Deschamps – R. Blanchard, C. Blanchard, Gentina, Lang, Cabanis – Bozon, Guennelon, Guryča – Francheterre, Faucomprez, Itzicsohn – Galland, Vassieux, Smaniotto – Pourtanel.
 Maďarsko –  Nizozemsko 4:3 (1:0, 1:1, 2:2)
5. března 1971 – Rotterdam

Branky Maďarska: 0:11 Balint, 21:23 Z. Horváth, 42:18 Klink, 46:06 V. Zsitva

Branky Nizozemska: 33:57 Bles, 55:51 Simons, 56:17 Bles

Rozhodčí: Pianfetti (FRA), de Paepe (BEL)

Vyloučení: 3:3

Využití přesilovek: 0:0
Maďarsko: Balogh – Jós. Palotas, Széles, Enyedi, Krasznai, Gogolak – Balint, Bánkuti, V. Zsitva – Z. Horváth, Mészöly, Pöth – Havrán, Klink, Palla – Ugray.
Nizozemsko: van den Booggard – Ooms, Roomer, van Veghel, Christiaans, van Dommelen – Simons, Smulders, Bles – Gentis, Koekoek, Manuel – Hagendoorn, R. Bakker, de Groot – Wijlemans.
 Rumunsko –  Belgie 21:0 (7:0, 7:0, 7:0)
5. března 1971 – Tilburg

Branky Rumunska: 0:32 Başa, 5:02 Tureanu, 7:25 G. Huţanu, 12:09 G. Huţanu, 14:24 Kalamar, 15:47 F. Sgincă, 18:15 Fodorea, 20:15 Varga, 22:37 Varga, 25:26 Gheorghiu, 30:12 Tureanu, 32:40 Kalamar, 34:56 Başa, 35:20 G. Huţanu, 40:14 G. Huţanu, 49:46 G. Szabo, 51:16 Pană, 52:56 Iordan, 53:51 G. Huţanu, 54:40 Pană, 58:32 Gheorghiu

Branky Belgie: nikdo

Rozhodčí: Popov (BUL), Smith (GBR)

Vyloučení: 0:1

Využití přesilovek: 1:0
Rumunsko: Crişan (41. Dumitraş) – Varga, Schiau, F. Sgincă, Doru Tureanu, Făgăraş – Fodorea, G. Huţanu, Başa – G. Szabo, Kalamar, Pană – Ştefanov, Iordan, Gheorghiu – Dumitru.
Belgie: Lissoir (21. van der Wee) – Delrez, A. Braas, R. Moris, D. Hanrez – Petit, Brueren, Huybrechts – Deflandre, J. Hanrez, Marsin – G. Braas.
 Dánsko –  Maďarsko 0:2 (0:1, 0:0, 0:1)
7. března 1971 – Eindhoven

Branky Dánska: nikdo

Branky Maďarska: 39:07 PP Z. Horváth, 54:08 Balint

Rozhodčí: Pianfetti (FRA), Popov (BUL)

Vyloučení: 3:0

Využití přesilovek: 0:1
Dánsko: B. Hansen – Holten-Møller, S. Andersson, Sørensen, H. Møller, Iversen, Juul-Jensen – S. Lauritsen, J. Jensen, Degn – Kahl, Gerber, Kikkenborg – L. Thomsen, C. Nielsen, Antonsen.
Maďarsko: Balogh – Jós. Palotas, Széles, Enyedi, Gogolak – Balint, Bánkuti, V. Zsitva – Z. Horváth, Mészöly, Pöth – Havrán, Klink, Szikra – Palla.
 Rumunsko –  Velká Británie 11:2 (3:0, 4:1, 4:1)
7. března 1971 – Geleen

Branky Rumunska: 6:02 Schiau, 14:03 G. Huţanu, 14:58 Kalamar, 21:51 G. Szabo, 25:35 Kalamar, 33:52 Başa, 36:30 Boldescu, 42:44 Ştefanov, 44:13 G. Szabo, 45:21 Varga, 55:11 Pană

Branky Velké Británie: 38:26 Inglis, 54:54 Inglis

Rozhodčí: Lennon (NED), Langdon (NED)

Vyloučení: 3:4

Využití přesilovek: 1:2

Branky v oslabení: 1:0
Rumunsko: Crişan (51. Dumitraş) – Varga, Ioniţă, Făgăraş, Doru Tureanu, F. Sgincă, Schiau – Fodorea, G. Huţanu, Başa – G. Szabo, Kalamar, Pană – Ştefanov, Boldescu, Gheorghiu.
Velká Británie: Clark – Inglis, W. Brennan, McIntosh, Lavetty, H. Tindale, Edmonds – Stevenson, Les Lovell, K. Matthews – Law. Lovell, D. Reilly, McMillan – T. Matthews, A. Brennan, P. Johnson.
 Bulharsko –  Belgie 12:1 (4:0, 4:0, 4:1)
7. března 1971 – Rotterdam

Branky Bulharska: 4:34 E. Penelov, 13:35 Gerasimov, 15:29 Atanasov, 18:37 B. Dimov, 29:32 Jončev, 35:25 Atanasov, 35:42 N. Michajlov, 36:03 I. Bačvarov, 47:23 I. Bačvarov, 55:10 Jončev, 55:26 I. Bačvarov, 59:34 T. Lesev

Branky Belgie: 59:18 R. Moris

Rozhodčí: van de Ven (NED), van Morkhoven (NED)

Vyloučení: 3:4

Využití přesilovek: 2:1

Branky v oslabení: 1:0
Bulharsko: Kirilov – Jončev, T. Lesev, K. Christov, E. Penelov, Mečkov – N. Michajlov, E. Michajlov, Atanasov – B. Dimov, P. Lesev, I. Bačvarov – Gerasimov, Jankov, Nedjalkov – Antov.
Belgie: van der Wee – Delrez, D. Hanrez, A. Braas – Deflandre, Brueren, Huybrechts – R. Moris, J. Hanrez, Marsin – Paulus, G. Braas.
 Nizozemsko –  Francie 2:9 (1:4, 0:3, 1:2)
7. března 1971 – Utrecht

Branky Nizozemska: 7:22 R. Bakker, 48:25 Koekoek

Branky Francie: 7:53 Bozon, 12:03 Galland, 16:10 Bozon, 18:29 Guryča, 24:57 Guryča, 32:06 Galland, 34:20 Lang, 41:06 Bozon, 45:03 Guennelon

Rozhodčí: Ujfalussy (HUN), de Paepe (BEL)

Vyloučení: 4:10

Využití přesilovek: 0:0

Branky v oslabení: 0:1
Nizozemsko: Gobel – Ooms, van Dommelen, Roomer, Christiaans, van Veghel – Simons, Smulders, Bles – Gentis, Koekoek, Manuel – Hagendoorn, R. Bakker, de Groot – Wijlemans.
Francie: Deschamps – R. Blanchard, C. Blanchard, Gentina, Lang, Cabanis – Bozon, Guennelon, Guryča – Galland, Francheterre, Smaniotto – Vassieux, Eymard, Pourtanel – Itzicsohn.